# Albino (Italia)
Albino [alˈbiːno] (Albì [alˈbi] o ’Lbì [ˈlbi] in dialetto bergamasco) è un comune italiano di 17 530 abitanti della provincia di Bergamo in Lombardia. Centro principale della bassa Valle Seriana, dista circa 13 chilometri a nord-est dal capoluogo orobico.
È il sesto comune in provincia di Bergamo per popolazione e il più popolato della val Seriana.

## Geografia fisica

### Territorio

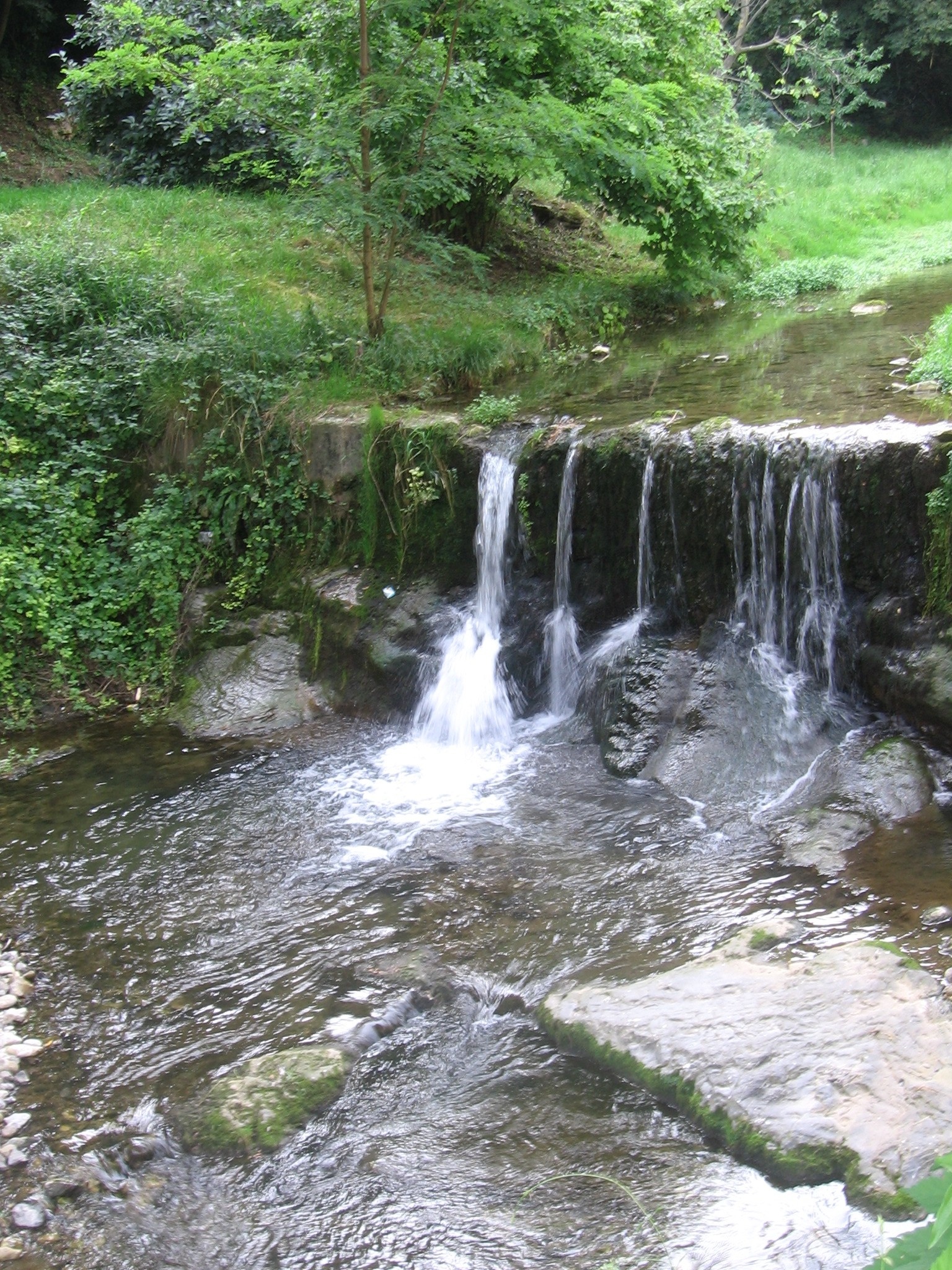
Il torrente Albina

Con una superficie di 31,32 km² e un'altezza media dal livello del mare di 342 metri, si estende lungo il fondovalle seriano su entrambi i versanti orografici.
Il capoluogo, su cui svetta la sagoma della Cornagera, si trova sulla destra idrografica del fiume Serio, ai piedi dell'altipiano di Selvino e Aviatico, con il quale è collegato, oltre che da sentieri e mulattiere, anche mediante la Funivia Albino-Selvino. Sullo stesso versante orografico vi sono le frazioni di Comenduno e Desenzano al Serio, poste a nord del capoluogo stesso, e quella di Bondo Petello, situata in una posizione più elevata, al termine della valle del torrente Albina, tra il monte Nigromo e il monte Rena.
Sull'opposto versante della valle Seriana, si sviluppa la Valle del Lujo, percorsa dall'omonimo torrente che nasce nei pressi del Colle Gallo, spartiacque con il comune di Gaverina Terme e la val Cavallina. In questa valle laterale, delimitata a Nord dal monte Altino e a sud-est dal monte Misma, si trovano le frazioni di Fiobbio e Abbazia, poste nel fondovalle, e quelle di Vall'Alta, Dossello e Casale, poste in località collinari.
Per ciò che concerne l'idrografia, oltre al fiume Serio, numerosi sono i corsi d'acqua che attraversano il territorio comunale. Quello con portata maggiore è il Lujo, affluente del Serio da sinistra, che si sviluppa nell'omonima valle e che raccoglie le acque di numerosi piccoli rivoli composti dalle acque in eccesso provenienti dai monti circostanti.

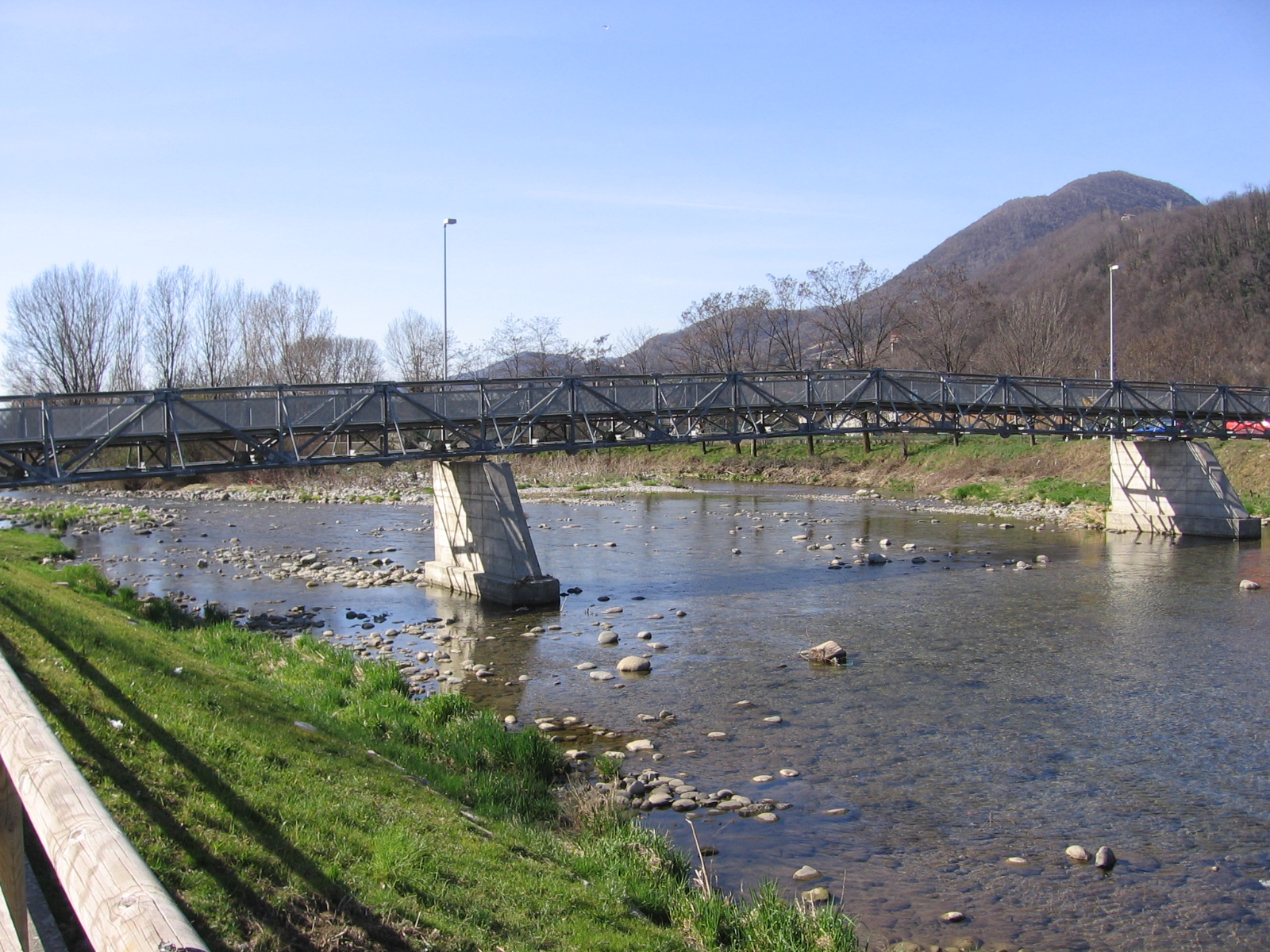
Passerella sulla pista ciclo-pedonale tra Albino Sud e Pradalunga

Di grande rilevanza sono anche l'Albina, che prende il nome dal paese stesso e lo divide dalle frazioni di Bondo Petello nella parte più a monte e da Desenzano in quella più a valle, e il Rio Re. Quest'ultimo, il cui corso è quasi completamente interrato, nei secoli scorsi ha ricoperto notevole importanza per l'economia albinese, in quanto sfruttato per la movimentazione di magli e mulini e per le esigenze idriche dei campi limitrofi.
Inferiore portata e rilevanza territoriale per il Rovaro, che nel suo tratto terminale funge da confine con Gazzaniga, nonché per gli altri piccoli torrenti che percorrono la val Brendena, la valle del Rena e Valgua (tutti affluenti dell'Albina), e quello che scende dal monte Cereto lungo la val Guarnasca che funge da confine amministrativo con il comune di Nembro.
Sono inoltre presenti anche alcuni canali artificiali, che attingono direttamente dal fiume Serio, che hanno ricoperto una notevole importanza per lo sviluppo agricolo e industriale del territorio. Tra questi vi sono la roggia Comenduna e la roggia Serio Grande, entrambe costruite nel periodo compreso tra il XII e il XIII secolo.
La prima nasce a Nord della frazione di Comenduno, da cui prende il nome, nei pressi del ponte per Cene. Parallelamente a essa vi è anche il canale Honegger-Italcementi-Spini, costruito in tre differenti periodi per soddisfare le esigenze delle rispettive aziende. Entrambe confluiscono nelle vasche di carico, poste nella parte meridionale del paese nei pressi del ponte romanico che collega il capoluogo con la valle del Lujo e Pradalunga, che forniscono la portata alle rogge Morlana, Borgogna-Pradalunga e Serio Grande.
Quest'ultima fin dall'epoca medievale ha ricoperto un ruolo fondamentale per i possedimenti del comune di Bergamo presso le campagne della pianura bergamasca, importanza che crebbe nel XIX secolo con l'espansione industriale.

### Evoluzione del territorio comunale

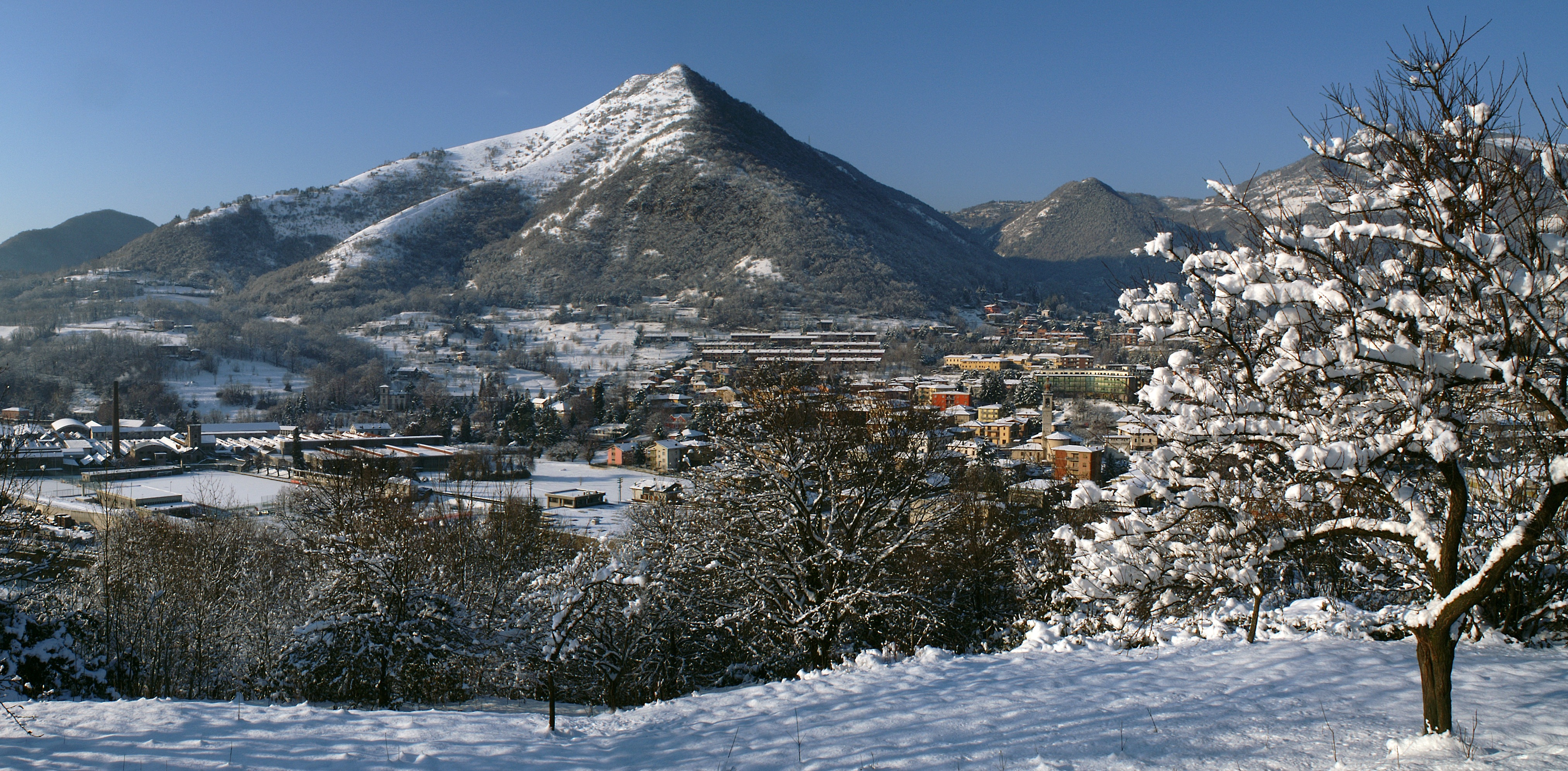
La zona sud di Albino, con il monte Cereto sullo sfondo

Il territorio di Albino nel corso dei secoli ha subìto numerose e sostanziali modifiche dei propri confini.
Inizialmente, appena ottenuta l'emancipazione dal potere vescovile nel corso del XII secolo, il comune disponeva di un'area che corrispondeva al censuario del capoluogo con l'aggiunta dei territori di Bondo, Petello e delle aree poste alla sinistra orografica della valle del Lujo, che andavano dal ponte sul fiume Serio fino a Fiobbio.
Nella seconda parte del XIV secolo incluse nei suoi confini anche Aviatico, con le relative frazioni Ama, Amora e Ganda, e venne inserito nella “Facta della Porta di San Lorenzo”, circoscrizione a cui facevano riferimento anche i vicini comuni di Bondo, Desenzano, Comenduno con Bruseto e Vall'Alta, uniti poi nell'organismo sovra comunale denominato “Comune Maggiore di Albino” (o “Concilio Maggiore di Albino”).
Nel 1475 Albino assorbì il comune di Bondo, come richiesto dagli stessi abitanti.
Nelle accurate descrizioni effettuate dal capitano Giovanni Da Lezze per conto della Repubblica di Venezia, nel 1596 Albino risultava composto dalle contrade di Ama, Amora, Bondo, Bruseto, Ganda, Fiobbio, Petello e Polona.
Nel 1653, dopo decennali richieste dei “poveri di Bondo”, a cui si accodarono poi gli abitanti di altre contrade, venne riconosciuto lo status di “contrada esterna” a “Bondo con Petello e Dosso” e sulla scia, anche “Fiobbio con Berlino”, “Ama con Amora e Pradale” e “Aviatico”.

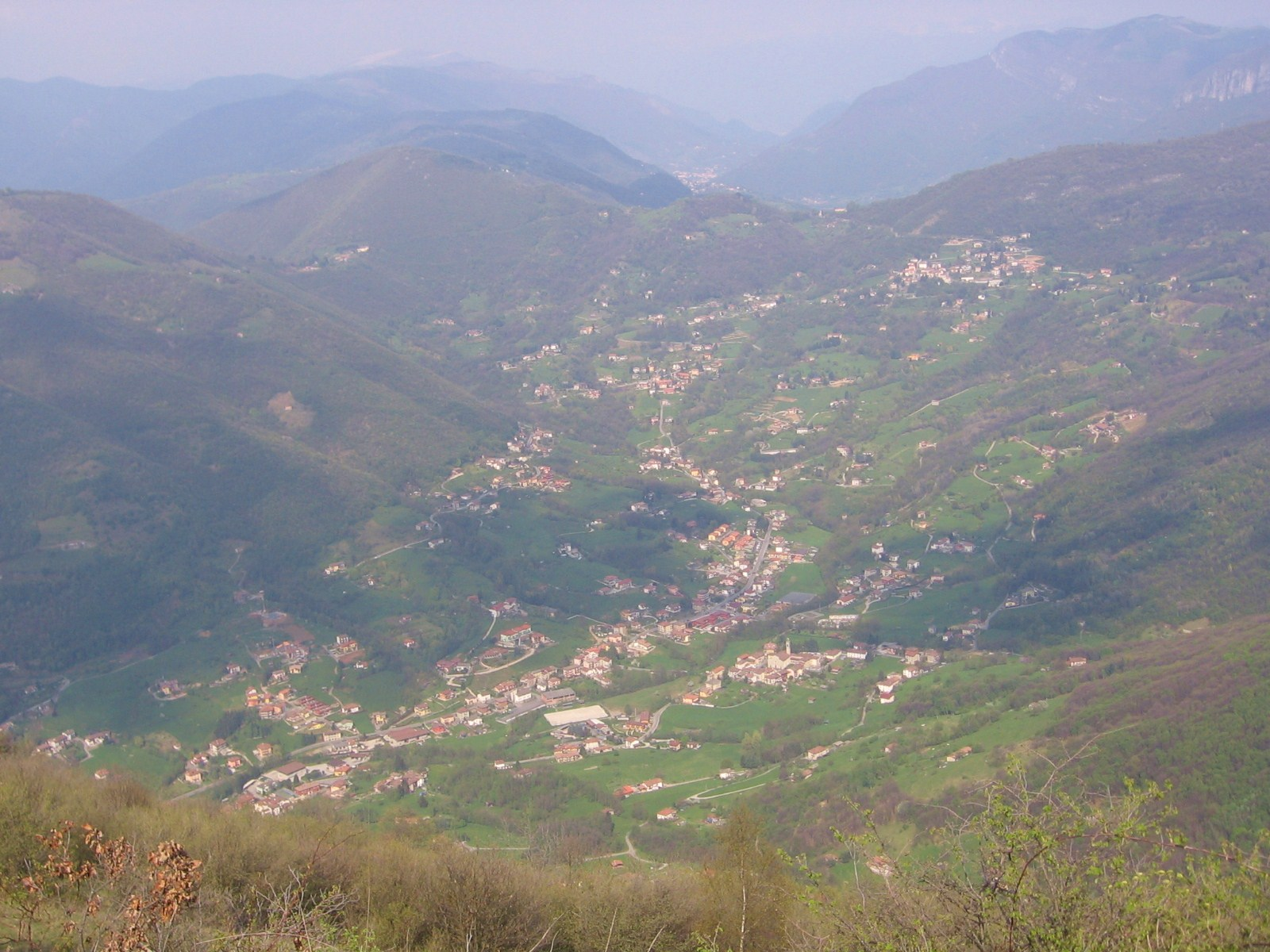
La valle del Lujo vista dal monte Misma

Queste avevano un'autonomia praticamente totale tanto da essere dotate di un sindaco ciascuna, anche se in documenti successivi risultano talvolta ancora considerate incluse nei confini albinesi, complice il fatto che queste facevano comunque parte del Comune Maggiore di Albino.
Nel 1797, nell'ambito del passaggio di consegne tra la Repubblica di Venezia e la napoleonica Repubblica Cisalpina, venne soppresso il comune di Fiobbio, tuttavia già ripristinato nel 1805.
Una successiva riorganizzazione territoriale, avvenuta nel 1809, vide Albino inglobare nuovamente Fiobbio e Bondo e, per la prima volta, anche il comune di “Desenzano con Comenduno”, con Aviatico che tre anni dopo seguì la stessa sorte.
Il successivo cambio di dominazione, che vide la regione passare agli austriaci che la inserirono nel Regno Lombardo-Veneto, diede vita ad una nuova revisione dei confini che permise ad Aviatico, Bondo Petello, Desenzano con Comenduno e Fiobbio, di ottenere nuovamente quell'autonomia amministrativa persa pochi anni prima.
Tuttavia già nel 1818 Fiobbio ritornò nei confini albinesi, seguito cinque anni più tardi da quelli che per quasi sette secoli furono inclusi nei possedimenti dell'abbazia di San Benedetto, vale a dire i borghi di Abbazia e Casale.
L'ultima, consistente, variazione fu quella operata dal regime fascista nell'ambito di una politica di accentramento dei poteri verso i grandi centri a scapito dei piccoli borghi. Questa vide l'annessione ad Albino dei comuni di Desenzano (che comprendeva anche Comenduno), Bondo Petello e, per la prima volta, anche Vall'Alta (nei cui confini era inclusa anche la frazione di Dossello), il tutto mediante il Regio decreto nr.62 datato 12 gennaio 1928.
Quest'ultima disposizione vide raddoppiare la superficie territoriale di Albino, che passò da 1544 ettari a 3132.

## Storia

### Dalla preistoria alla storia

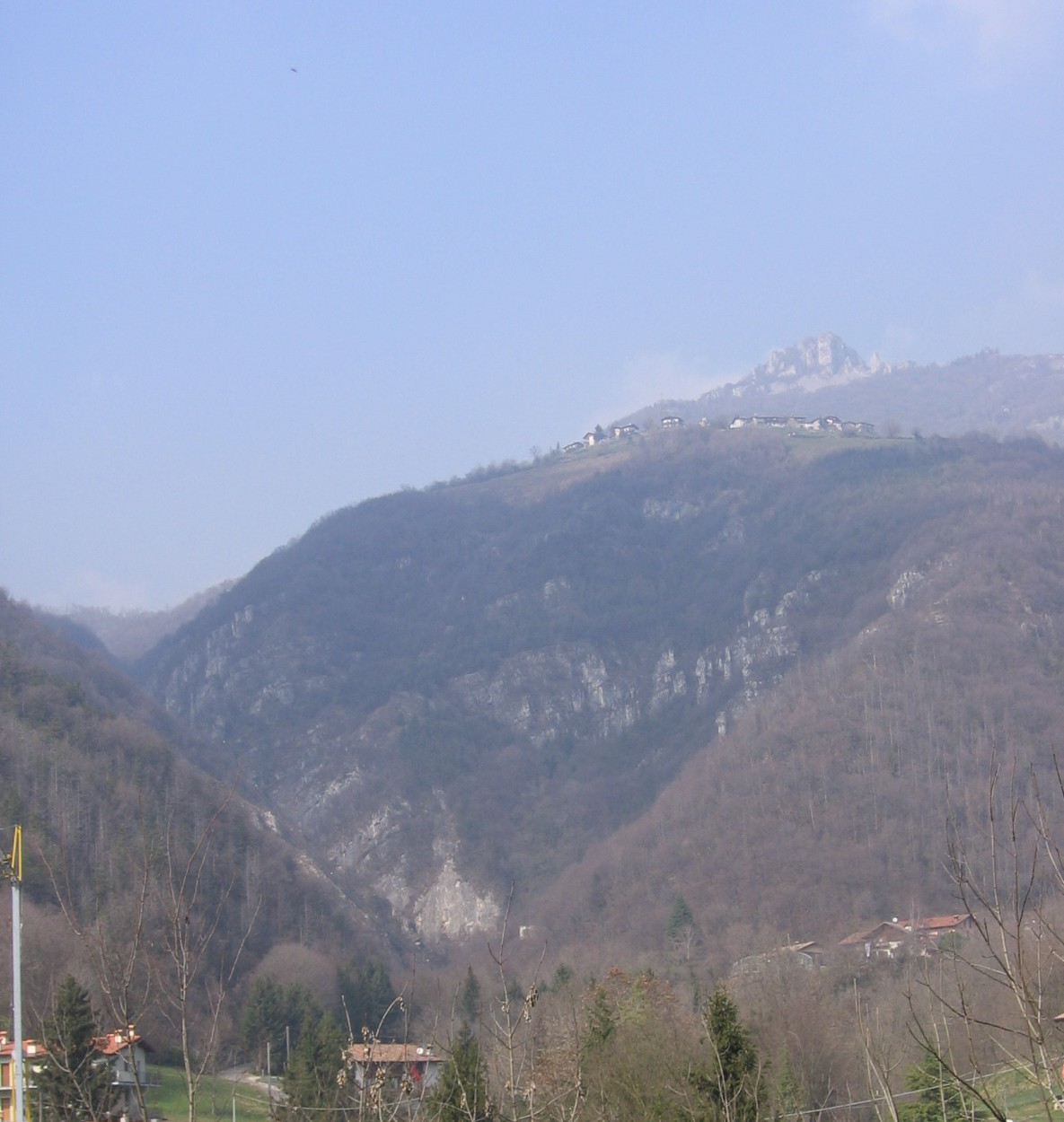
La valle dell'Albina, luogo dei primi ritrovamenti

I più antichi reperti rinvenuti sul territorio albinese riconducono all'età preistorica: tra questi si segnalano resti pleistocenici ritrovati nella valle del Lujo, in località montuose al di sopra dei centri abitati delle frazioni di Abbazia e Casale. Tra questi siti, quello di maggior importanza è il Coren bűs, esplorato in ricerche speleologiche effettuate nel 1938 e nel 1982, nel quale si segnalano resti fossilizzati di fauna pleistocenica, tra cui suini, pecore, cani, uno stambecco, un bue e un orso (Ursus spelaeus). In essa inoltre sono emersi anche alcuni frammenti di selce, databili ad un periodo prossimo al X millennio a.C., riconducibili alle prime forme di presenza umana, nella fattispecie a gruppi di cacciatori che salivano d'estate dal fondovalle per cacciare.
Inquadrabili in questo ambito sono anche i reperti rinvenuti in alcune cavità naturali, situate nella valle dell'Albina (a monte della località di Petello in territorio di Aviatico), nelle quali si svilupparono alcuni tra i primi gruppi sedentari della valle Seriana.
In queste, conosciute con il nome di Büs de Scabla e Paradiso degli asini, sono state rinvenute sepolture dell'età del rame e presenze riferibili all'età del bronzo finale. Sempre in posizione elevata, ma nella piccola valle del Rovaro (che scende dal monte Rena nei pressi del confine con Gazzaniga e Aviatico), si trova la Grotta Corna Altezza nella quale sono state trovate tracce di frequentazioni preistoriche e sepolture riconducibili all'età del rame, periodo al quale sono databili anche i resti emersi nelle vicinanze del Colle Gallo, e un pugnale litico tipico della Cultura di Remedello, riconducibile ad un periodo attorno al III millennio a.C., rinvenuto presso la frazione Casale.
In quest'ultimo borgo, di grande rilievo è la scoperta avvenuta nel 1990 durante gli scavi per la costruzione del campo sportivo, in località Cap del Pir. In quell'occasione emersero resti di un insediamento stanziale neolitico, databile attorno al V millennio a.C., tra cui capanne in legno e due pozzi per l'acqua.
Sulle pendici del monte Misma numerosissime sono infine le cosiddette officine litiche, ovvero le aree in cui avveniva lo sfruttamento e la lavorazione della selce. Collocate ad un'altezza compresa tra i 600 e i 1.000 m s.l.m., risalgono ad un periodo compreso tra il neolitico e l'antica età del bronzo, con una notevole intensificazione dello sfruttamento nell'età del rame (circa 3.000 a.C.).
Il livello di antropizzazione tuttavia rimase molto basso per parecchi secoli: i primi stanziamenti fissi di una certa consistenza possono essere fatti risalire al periodo della conquista dei Galli Cenomani, tra il VI e il V secolo a.C., come si evince da alcuni toponimi presenti sul territorio comunale. A tal proposito il nome della frazione Comenduno è di chiara matrice celtica poiché il suffisso –dun veniva utilizzato dalle popolazioni celtiche per indicare un luogo sito in prossimità di colli o monti.

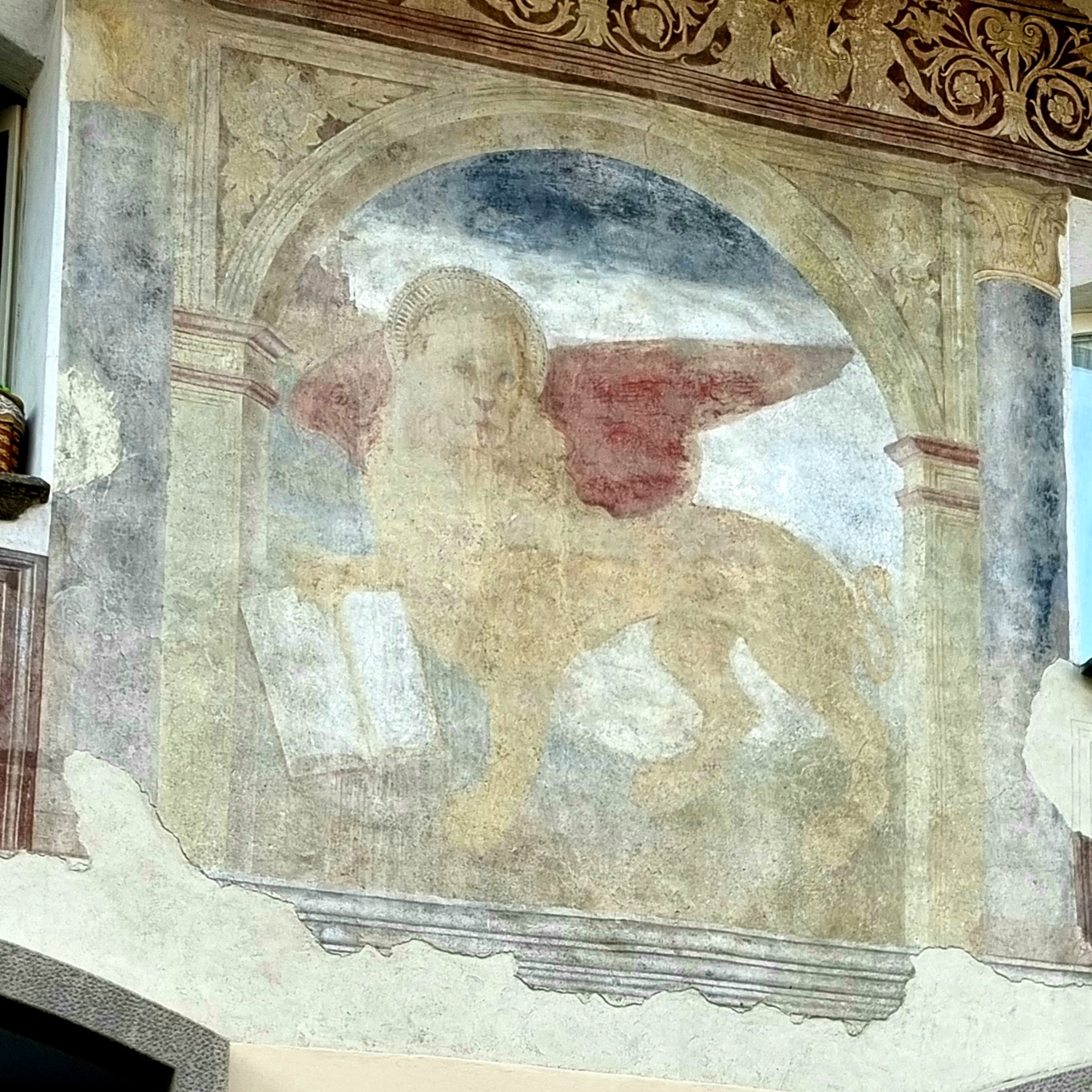
Affresco del leone di San Marco su un palazzo del 1499

### La dominazione romana

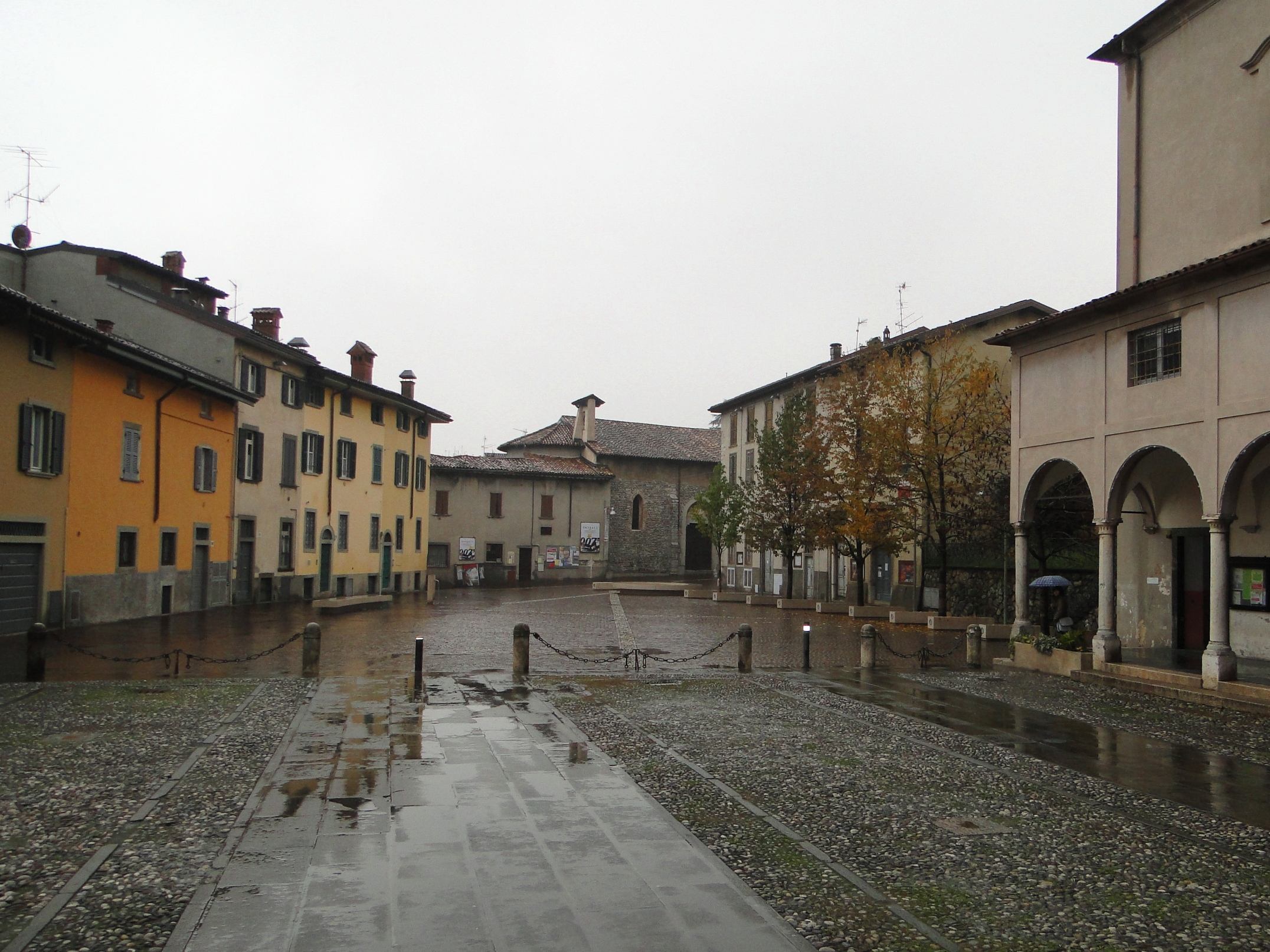
Piazza San Giuliano, una delle prime zone abitate del paese

Una prima urbanizzazione avvenne in epoca romana, come testimoniato sia da numerosi reperti, che dalla stessa origine del toponimo del paese, che deriverebbe da Albinus, probabile fondatore del primo nucleo abitato, oppure da Albus (bianco). Meno probabile invece la connessione con il gallico alb, che indica genericamente un territorio sopraelevato.
La colonizzazione venne notevolmente favorita dalla presenza di risorse minerarie, su tutte il cadmio (ricavato dal rame) di ottima fattura e le pietre coti, come testimoniato da Plinio il Vecchio nella sua Naturalis Historia.
Segni di quei tempi sono stati trovati su gran parte del territorio comunale, a dimostrazione della capillarità dell'urbanizzazione avvenuta. Tra i principali reperti vi sono una stele funeraria recante un'epigrafe di Publio Furio Ilaro, abitante di questi luoghi già duemila anni fa, originariamente murata nella chiesa parrocchiale di San Giuliano e ora collocata presso il museo archeologico di Bergamo, e i resti di una necropoli risalente al III secolo presso Comenduno. In quest'ultima, scoperta nel 1880, emersero nove tombe, una zona adibita a cremazione, e una serie di monili e oggetti appartenuti ai defunti, con ben 73 monete.
Altre testimonianze ci giungono anche da una punta di lancia emersa a Desenzano, alcuni resti di tubature in terracotta in località Ripa e numerosi segni legati alla transumanza. Tra questi si segnalano alcune ceramiche di periodo tardo-romano, rinvenute nella Buca delle capre (posta nelle vicinanze di Casale), databili attorno al IV-V secolo, e in altre grotte frequentate anche in epoca preistorica: è il caso della Corna Altezza e del Paradis di Asegn. In entrambe sono emersi resti di sepoltura, mentre nella seconda anche monili (un anello in ferro, campanelli in bronzo, un pettine, un orecchino), una moneta, ceramiche e anfore.

### Il Medioevo

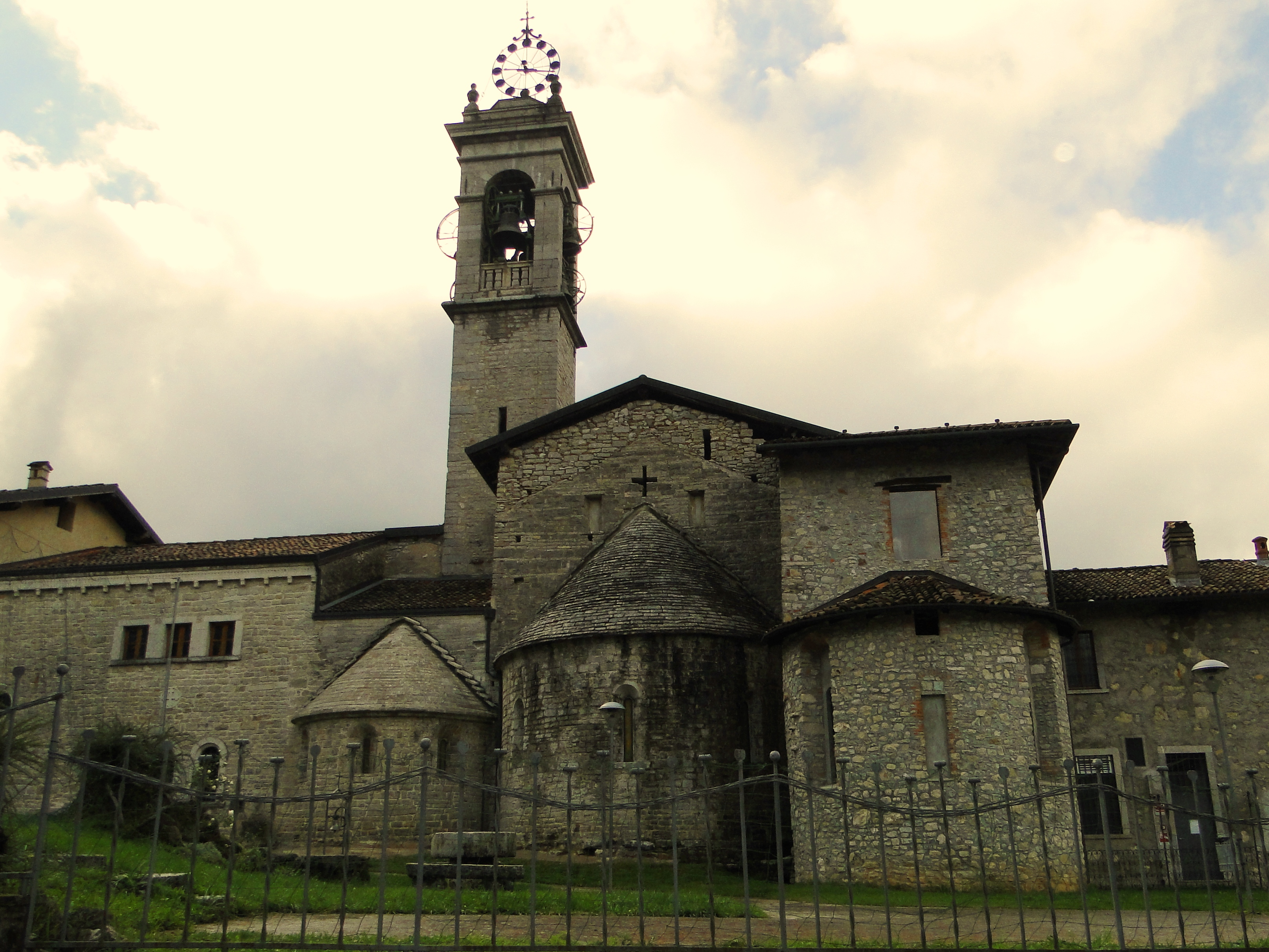
La medievale abbazia di San Benedetto

Dopo la caduta dell'impero Romano il territorio albinese, al pari di gran parte dell'area della Gallia Cisalpina, passò prima ai Longobardi, dei quali poche sono le testimonianze dirette, e poi al Sacro Romano Impero. Quest'ultima istituzione basò la sua organizzazione sul sistema feudale, che prevedeva la gestione delle terre imperiali da parte di un beneficiario incaricato dall'Imperatore. Albino e il suo circondario, così come gran parte della bassa val Seriana, fu dato in gestione al vescovo di Bergamo, come testimoniato direttamente dal primo documento, datato 898, in cui viene citato il nome di Albinus. In quell'atto difatti si descrive una permuta effettuata nelle terre di proprietà del Vescovo Adalberto, nelle località albinesi nominate Runcolo (terreno da poco dissodato) e Sablone (terreni nuovi presso il fiume Serio). Successivamente compare anche il nome delle vicine località quali Bundo nel 993, Disinciano nel 1040 e Comenduno nel 1084.
A partire dal X secolo Albino non venne più indicato come villaggio, ma come corte, ovvero centro di una certa importanza di proprietà signorile. Nella corte albinese, inizialmente appartenente alla Pieve di Nembro, era presente la Cappella di San Daniele, di proprietà vescovile, della quale non esistono tracce.

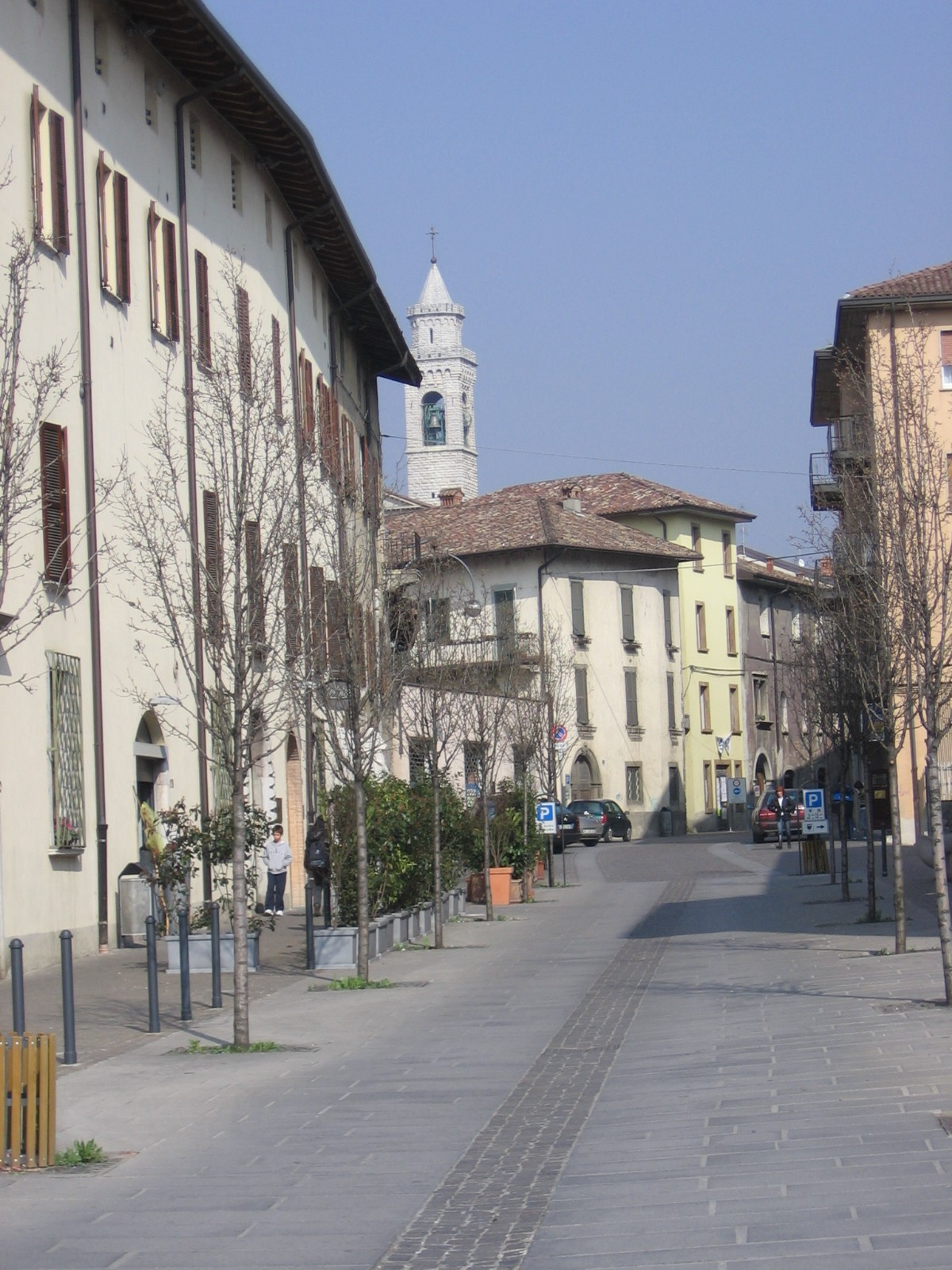
Il centro storico

L'autorità ecclesiastica cercò di legittimare in modo inequivocabile i suoi possessi, sui quali aveva un potere pari a quelle dello Stato, arrivando a redigere un falso documento datato 968, secondo il quale l'Imperatore Ottone le concedeva piena giurisdizione sulla città di Bergamo e la val Seriana.
Nel frattempo la valle del Lujo era quasi completamente disabitata, fatta eccezione per il villaggio di Casale, nel quale si sviluppò una particolare forma di organizzazione fondiaria e della proprietà, nella quale un gruppo di contadini liberi prese in affitto dei poderi, disboscando piccoli appezzamenti di terra. Il primo nucleo, risalente ad un periodo compreso tra l'VIII e il IX secolo, venne fondato da contadini provenienti dal paese di Albino, come testimoniato dalle decime su quelle terre riscosse dalla chiesa di San Giuliano.
L'impulso decisivo per lo sviluppo della valle del Lujo, in quei tempi conosciuta come Vallalta, per via della sua posizione più elevata rispetto alla val Seriana, si ebbe nel 1136, quando venne decisa la fondazione di un monastero al fine di valorizzare quelle terre altrimenti senza alcuna resa. L'abbazia, posta alle falde del monte Misma in quella che è la frazione che ne porta il nome, venne intitolata a San Benedetto ed assoggettata direttamente ai possedimenti della Sede Apostolica, rimanendo de facto terra separata per oltre sei secoli.

In quei tempi la Curia di Albino acquisì notevole importanza, tanto che nel 1186 i suoi confini si estendevano dal torrente Nesa, ad Alzano, fino a Colzate. Il potere che essa esercitava era pari a quello signorile di alcune famiglie, come i Capitani di Cene, con i quali entrò più volte in conflitto per il comando di parti del territorio.
Il potere del Vescovo era molto ampio: poteva giudicare, arrestare, condannare, comminare multe e disporre il sequestro dei beni. I processi si svolgevano in un palazzo compreso nel castello del Vescovo che era posto presso piazza dei Caduti, in posizione di controllo sulla strada principale della valle, lungo cui si sviluppava il borgo. Confiscato nel XIX secolo e demolito il secolo successivo, includeva due torri (la principale alta quattro piani a pianta quadrata) e la chiesa di Santo Stefano.
In breve tempo però le dimensioni della Curia albinese si ridussero notevolmente, tanto che nel 1178 cedette in perpetuo i diritti che vantava presso Bondo a famiglie della città di Bergamo (Zoppo, Adelasi, De Paltriniano). Pochi anni più tardi anche Nembro e Pradalunga passarono nelle mani di altri vassalli vescovili, mentre nella prima metà del XIII secolo ottennero l'emancipazione anche Alzano, Rova e Gazzaniga.

### Età comunale
Sotto il controllo della Curia di Albino, e conseguentemente del Vescovo, rimasero quindi soltanto il capoluogo, Comenduno e Desenzano. Tuttavia nella parte finale del XII secolo anche questi ultimi riuscirono ad ergersi a comuni, anche se vincolati da giuramento nei confronti dell'autorità ecclesiastica, la quale manteneva ancora una sorta di controllo dall'alto.

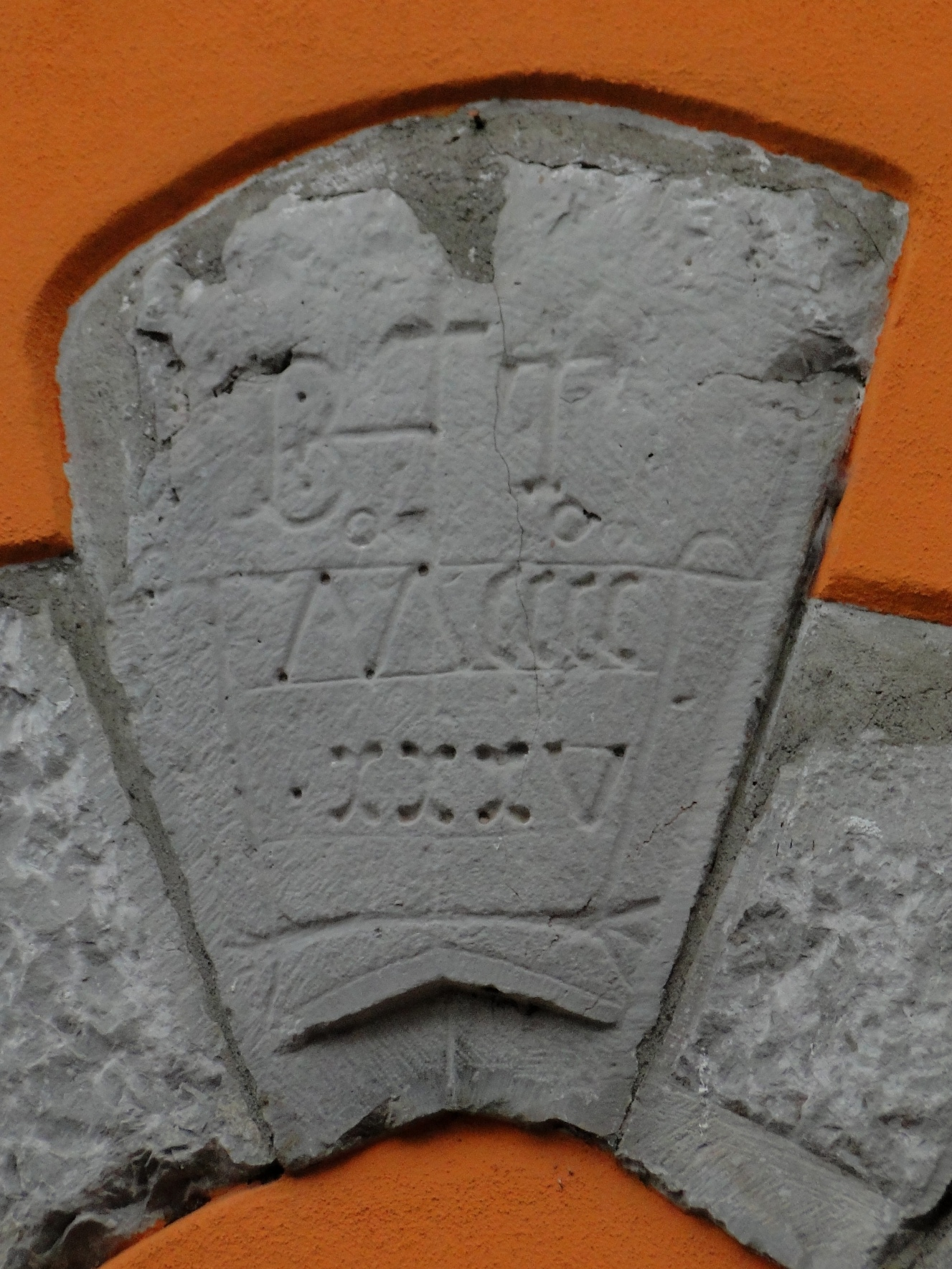
Portone in via Monsignor Carrara, recante la data di costruzione, 1435

Per svincolarsi completamente dalla sua ingombrante presenza, i comuni dell'albinese si posero sotto la protezione del comune di Bergamo, in aperta contrapposizione al potere ecclesiastico.
Fu così che venne decisa l'istituzione del Comune Maggiore di Albino (detto anche Concilio Maggiore di Albino), una sorta di distretto intermedio tra il potere vescovile prima, dei Visconti poi, e infine della Serenissima. Questo, menzionato per la prima volta nel 1173, comprendeva le comunità incluse nella conca tra i monti Cereto e Rena, vale a dire Albino, Desenzano, Comenduno, Bondo, Aviatico e le sue frazioni, nonché il censuario di Fiobbio. Ogni borgo eleggeva dei propri membri, detti campari, che avrebbero poi gestito la manutenzione di strade e ponti, nonché le trattative con le Signorie per l'utilizzo dei beni comuni quali prati e boschi. L'istituzione, che nel 1250 ottenne la definitiva autonomia dal Vescovado, ebbe lunga durata, fino a quando il 16 giugno 1816 i comuni sciolsero il patto dividendosi i beni comuni.
Conclusasi l'epoca di predominio vescovile, Albino passò sotto l'egida del comune di Bergamo, che nel 1263 inserì la zona nel distretto della Facta della Porta di San Lorenzo.
In questa prima fase del periodo comunale ebbero modo di distinguersi grandi proprietari terrieri quali i Signori di Comenduno, i famiglia Suardi, i Riboldi Grassi e i notai Venturino e Pecino Da Gaverina.
Tra le competenze comunali vi era anche la gestione del territorio: a tal riguardo venne decisa la costruzione, avvenuta tra il XIII e il XIV secolo, del canale artificiale denominato roggia Comenduna, tuttora esistente. Questa era dotata di bocche di presa che attingevano al corso del fiume Serio nella zona a Nord dell'abitato e veniva utilizzata sia per soddisfare i bisogni irrigui della zona sia per garantire la portata alla roggia Serio Grande, che prendeva vita alcuni chilometri più a valle.

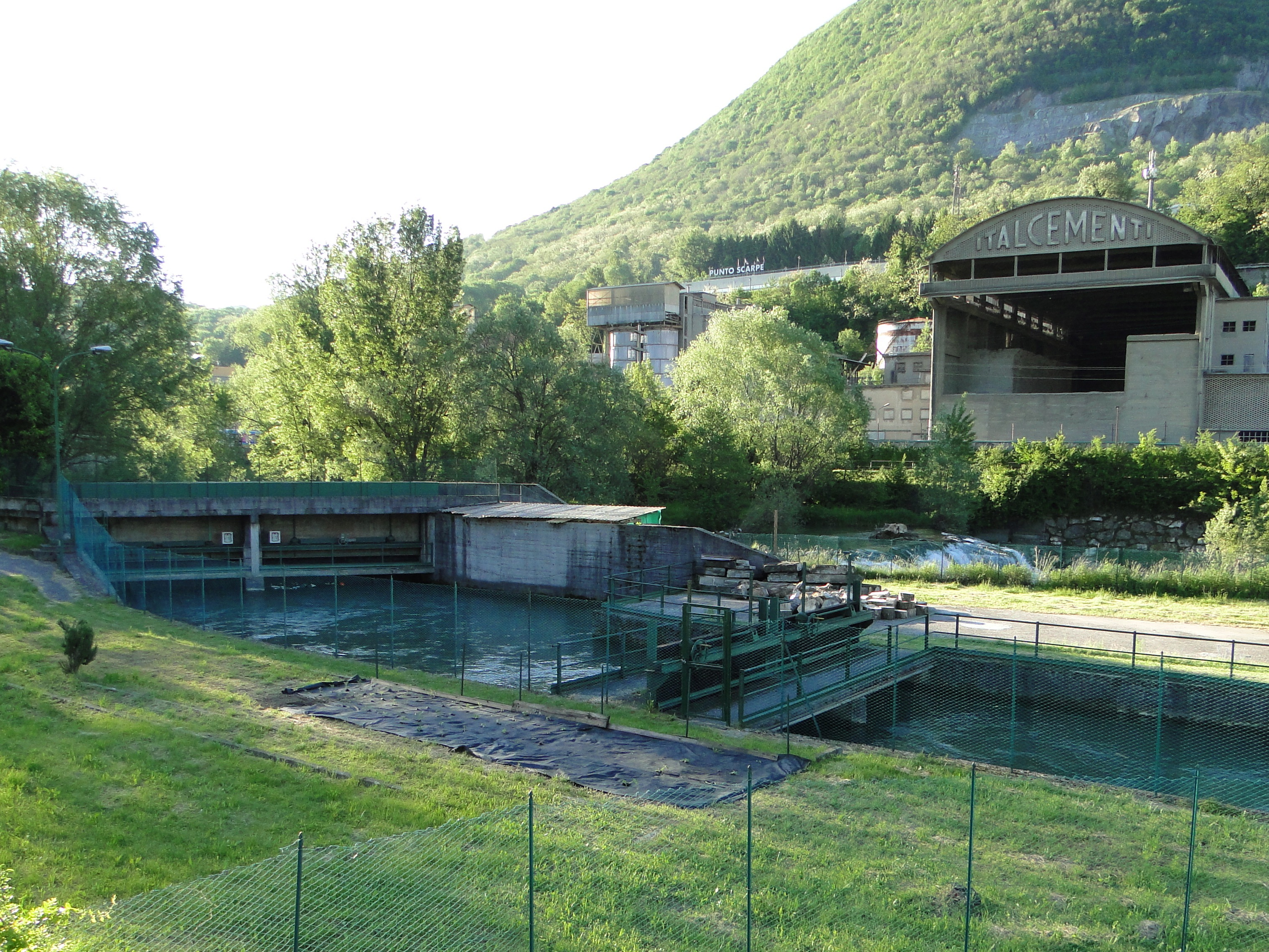
Le bocche di presa della Roggia Serio Grande, risalente al periodo comunale

Per quest'ultima, di grandissima utilità per il comune di Bergamo, il Comune Maggiore aveva l'obbligo di controllarne le rive, condividendone la gestione della manutenzione con la città.
Con l'inizio dell'epoca viscontea, oltre a verificarsi l'unione fiscale tra Albino e Bondo, con quest'ultimo che avanzò anche la richiesta di annessione al capoluogo, cominciarono a verificarsi episodi violenti tra le fazioni guelfe (predominanti presso Albino di Sopra) e ghibelline (Albino di Sotto), nelle quali si trovavano esponenti delle famiglie più in vista.
Le cronache riportano di scontri fratricidi per tutto il XIV secolo, dal momento che già nel 1313 si racconta che il Vescovo Cipriano concesse ai cittadini di rifugiarsi nelle mura del suo castello di Albino a causa della guerra presente nel paese e nella valle.
Ma il livello di recrudescenza raggiunse l'apice verso la fine del secolo: esponenti della fazione ghibellina nel maggio 1379 incendiarono numerose case tra Desenzano e Comenduno, uccidendo quattordici uomini, mentre il 4 marzo dell'anno successivo quaranta guelfi furono ammazzati nella chiesa parrocchiale. E ancora nel maggio 1398 i guelfi, guidati da Bugatto dei Signori di Comenduno, attaccarono una torre della famiglia dei Da Piano, demolendola, scatenando la ritorsione ghibellina che portò all'incendio di altre abitazioni e all'uccisione di tre persone. Durante queste operazioni furono pure utilizzate diverse bombarde, su questa località verrà poi costruita la chiesa di San Rocco.
Numerose furono le tregue stipulate, ma la pace non venne rispettata. Seguirono ancora incursioni ghibelline, con a capo esponenti dei Suardi, nelle quali vennero attaccati mulini e torri presso Albino (settembre 1404), a cui fece seguito una rappresaglia guelfa che portò alla distruzione di una torre.

### Età Veneta

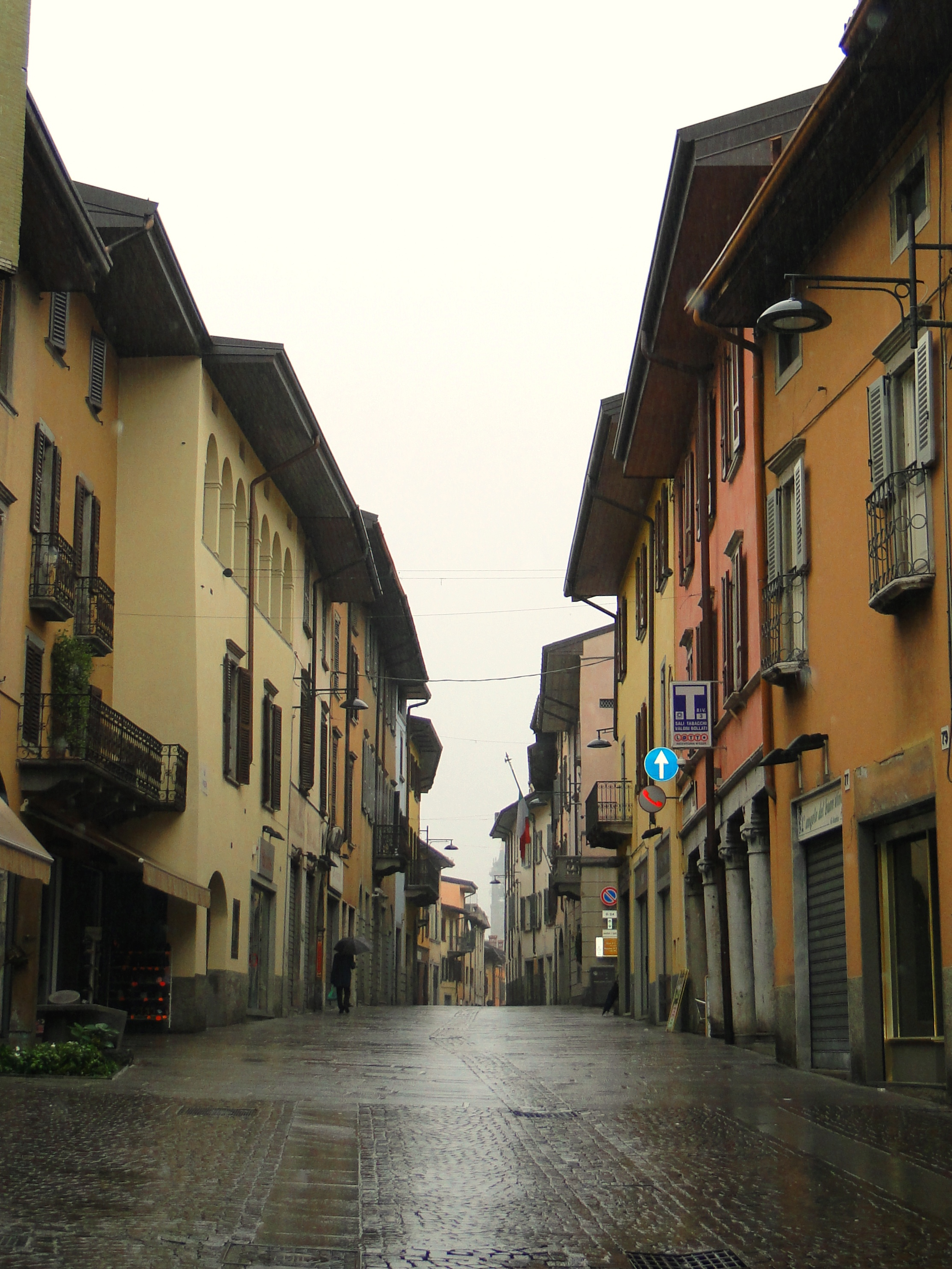
Il centro storico presso via Mazzini

All'inizio del XV secolo la bergamasca intera fu a lungo contesa dai Visconti di Milano e dalla Repubblica di Venezia, con le varie entità territoriali intente a trattare con gli uni o gli altri al fine di ottenere situazioni maggiormente vantaggiose. Anche Albino contrattò più volte con le due potenze: i primi accordi furono firmati nel 1408 e nel 1416 con il milanese Pandolfo III Malatesta, che garantivano al paese privilegi, autonomia finanziaria e separazione fiscale, offrendo anche la gestione dei dazi su vino e carne. A questi seguirono trattati stipulati con i Veneziani nel 1428, e successivamente ancora con i milanesi tramite Niccolò Piccinino. La parola fine venne data dalla Pace di Ferrara che nel 1433 assegnò tutta la bassa val Seriana alla Serenissima, che mantenne le condizioni di privilegio concesse precedentemente alla zona.
La ritrovata stabilità politica permise di arrivare alla definitiva pacificazione sociale. La Serenissima decise infatti di eliminare tutte le fortificazioni esistenti, che vennero quindi demolite oppure riconvertite come abitazioni, dando il via ad un periodo di tranquillità in cui l'intera zona riprese a prosperare. Si svilupparono i commerci e vi fu nuovo impulso per l'agricoltura (frumento e granoturco su tutte) e l'allevamento.
Si sviluppò inoltre anche l'industria manifatturiera, con la lavorazione di ferro e acciaio come elemento trainante: ad Albino si trovavano magli e mole (presso il torrente Rio Re e la roggia Comenduna) per la lavorazione del materiale, mentre a Desenzano si svilupparono laboratori per la produzione di coltelli, lame e armi, situazione facilitata dalla presenza di cave pietre coti sulle pendici del monte Misma. Questa nuova condizione, abbinata alla presenza di attività specializzate nella produzione del Panno grosso bergamasco e dei tessuti (specialmente presso Vall'Alta), portò allo sviluppo di un nuovo ceto borghese, come testimoniato dalla relazione stilata nel 1596 dal capitano veneto Giovanni Da Lezze, nella quale si descriveva Albino come una zona con discreta mercanzia, commerciata anche al di fuori della Serenissima. Tuttavia alla presenza di una dozzina di famiglie dal reddito elevatissimo si abbinava invece una condizione contadina, che raggruppava la maggior parte della popolazione, molto povera. La lavorazione della lana portò ad abitare il territorio nuovi personaggi che, originari da altre località, che portavano la lana più pregiata per la lavorazione e provvedevano poi a commerciare i tessuti lavorati. Arrivarono quindi nuove famiglie che formarono la nuova società albine più ricca. Fra questi si ricorda Luchino Regazzoni originario della Valsassina che vendeva i prodotti in Toscana, i fratelli de Spino da Zogno e Personeni dalla Valle Imagna che si spostavano nelle Marche e a Cremona, Firenze, Genova e Piacenza. Questi nuovi personaggi si annoverarono velocemente tra i vicini ottenendo gli onori e la stima dei nativi. I commerci verso Genova cessarono alla fine del Quattrocento mentre si incrementarono quelli verso Roma e tutto il Lazio nonché a Crema con la presenza all'importante fiora di San Michele che si teneva dal 30 settembre al 4 ottobre,diventando uno dei punti d'incontro maggiore dalla domanda all'offerta. Della fine del XV secolo a Crema, località che era esentata dai dazi quindi importante luogo di scambi. Numerosi sono gli atti commerciali rogati dal notaio albinese Giovanni Solari, atti rogati in tende che diventarono apoteche.
A questa nuova realtà cercarono di opporsi i piccoli centri periferici, su tutti Bondo, basati prevalentemente su un'economia rurale, che richiesero la separazione dal capoluogo.
Queste difficoltà si acutizzarono notevolmente nel biennio 1629-1630 quando, in seguito ad una grave carestia, si scatenò un'epidemia di peste che uccise un terzo della popolazione.
La protesta si concluse nel 1653 quando il governo di Venezia stabilì la suddivisione del territorio comunale di Albino in cinque contrade interne
(Cim'Albino, Piazza Camparo, Chiesa, Albina e Him'Albino) e quattro esterne (Bondo, Petello e Dosso uniti, Fiobbio con Berlino, Aviatico e Ama con Amora e Ganda) che di fatto assunsero l'autonomia amministrativa.

### Dall'avvento di Napoleone fino ai giorni nostri

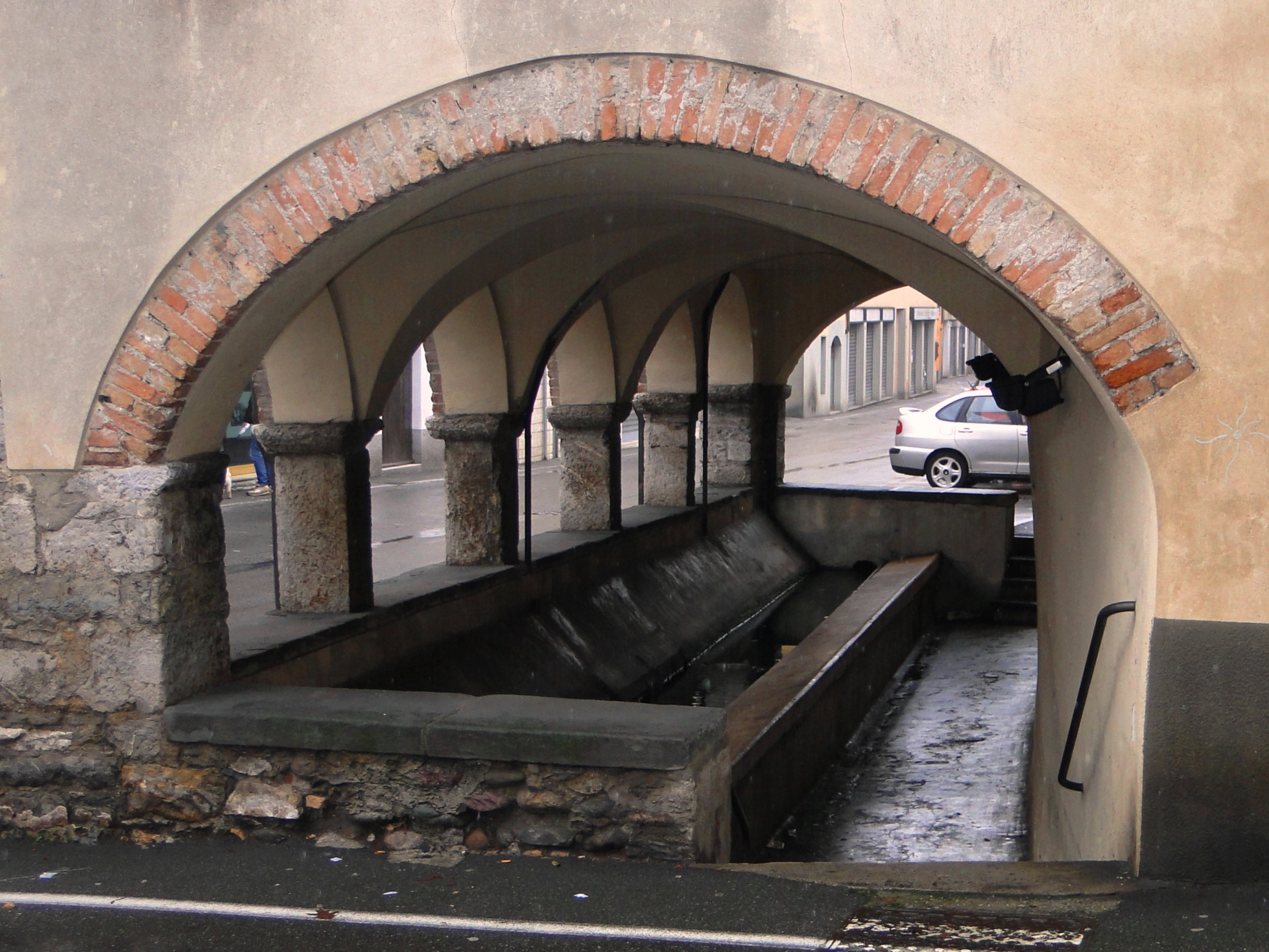
Lavatoio alimentato dalle acque del torrente rio Re

Il passaggio dalla Repubblica di Venezia alla Repubblica Cisalpina, avvenuto nel 1797, lasciò indifferenti gli albinesi, dal momento che sul territorio non si verificarono né episodi di solidarietà verso la dominazione uscente, né di giubilo verso la nuova realtà, visto che non fu piantato nessun albero della libertà, come invece voleva la prassi napoleonica.
La costituenda repubblica, oltre a riorganizzare il territorio che vide Albino e la valle Seriana inseriti nel Dipartimento del Serio, si volle dare una costituzione, per la redazione della quale furono inviati ai Comizi nazionali di Lione alcuni deputati, tra i quali figurava anche l'albinese Ottavio Negrisoli.
La successiva restaurazione portata dal Congresso di Vienna diede l'Italia agli austriaci, che instaurarono il Regno Lombardo-Veneto. Negli anni seguenti anche ad Albino, così come in gran parte della provincia di Bergamo, si svilupparono sentimenti patriottici per la nascita di una nazione italiana, che sfociarono nei moti del 1848, e nella Spedizione dei Mille del 1860, alla quale parteciparono anche i cittadini albinesi Giovanni Battista Poletti ed Enrico Piccinini.

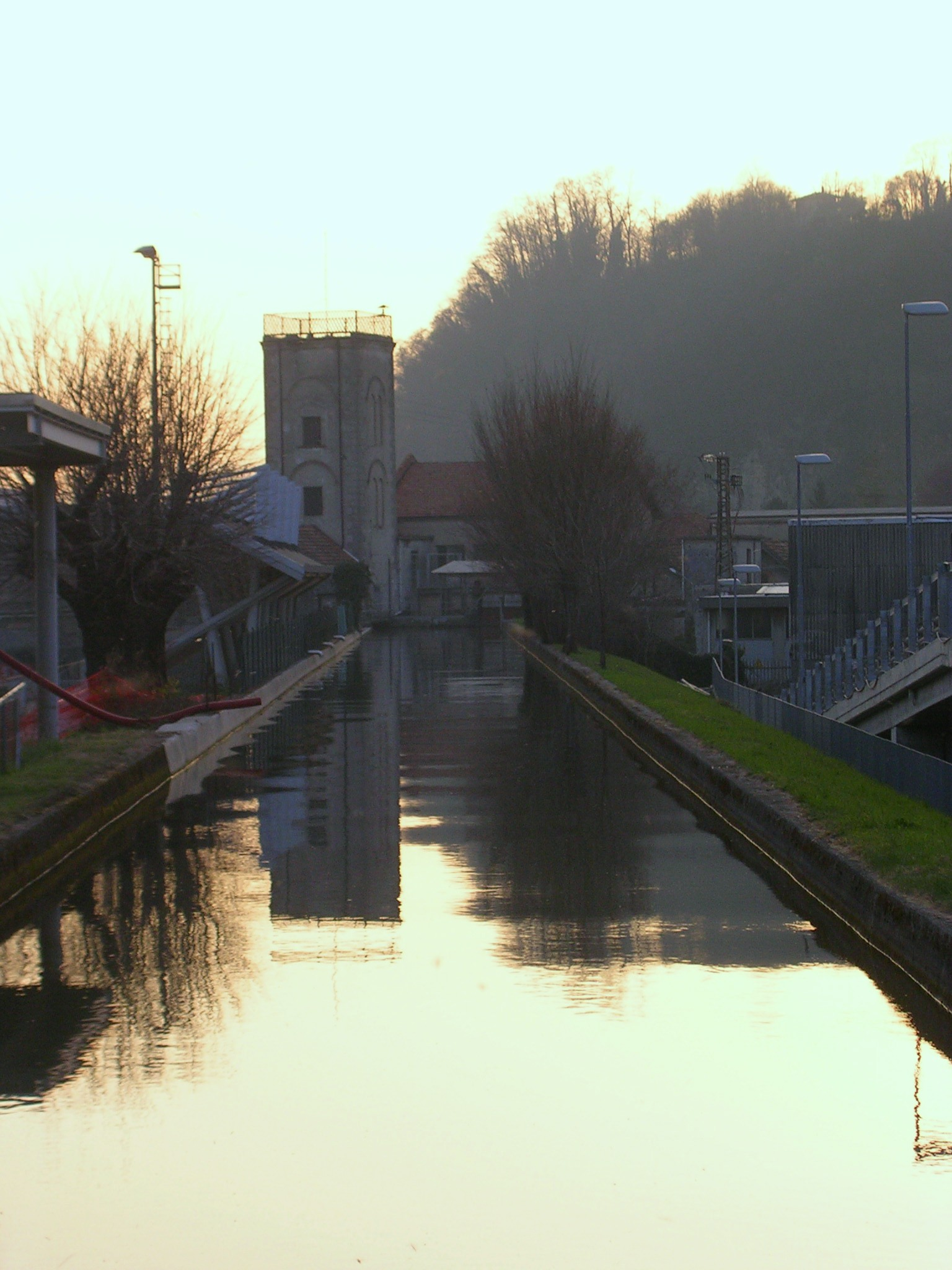
La roggia Serio Grande presso la ditta tessile Honegger

In quegli anni la popolazione crebbe in modo considerevole, con il capoluogo che cominciò ad attrarre in modo significativo gli abitanti dei paesi vicini. Questo fenomeno si acutizzò ulteriormente dal 1875, anno in cui nella porzione meridionale del territorio venne creato, da parte della famiglia svizzera degli Spoerry ai quali dopo una decina di anni subentrarono gli Honegger, un importante insediamento industriale che sfruttava la potenza idrica garantita dalla roggia Serio Grande.
Pochi anni dopo, alla manifattura Spoerry- Honegger si aggiunse anche il cotonificio Borgomanero (poi diventato Albini), sorto più a Nord lungo la roggia Comenduna. Questa situazione portò Albino ad acquisire una centralità nell'ambito dell'economia bergamasca, tanto che verso fine secolo un telaio su otto risultava operante proprio nel paese seriano.
Con 1.400 operai operanti nel settore (dei quali l'85% erano donne e minori) si verificarono importanti variazioni sociali, le prime rivendicazioni sindacali (1893) e una sempre più crescente marginalizzazione dei centri limitrofi rispetto al capoluogo.
Un ulteriore impulso all'economia locale venne dall'apertura sia della Ferrovia della Valle Seriana, che dal 1884 permetteva il collegamento di merci e passeggeri da Bergamo a Clusone, che del cementificio Guffanti. Quest'ultimo, di proprietà di una famiglia di piccoli manifatturieri, si sviluppò notevolmente andando poi a fondersi con la Società Fabbriche Riunite Cemento e Calce, formando l'Italcementi.
Tuttavia l'inizio del XX secolo, complice la crisi del 1929 e la successiva difficoltà dell'industria tessile, vide una notevole contrazione dell'occupazione con pesanti ripercussioni sull'emigrazione: si stima, ad esempio, che all'apice della crisi nel capoluogo emigrarono circa 500 persone all'anno, mentre nel 1935 il 12% degli abitanti di Desenzano risiedeva fuori paese.
Erano gli anni del regime fascista, il quale attuò una politica di accentramento dei poteri a scapito dei piccoli centri. Fu così che il 12 gennaio 1928 i comuni di Bondo Petello, Desenzano al Serio e Vall'Alta, furono aggregati al capoluogo albinese, vedendo revocate quelle autonomie mantenute per secoli.
Nella seconda parte del XX secolo il comune vide un tumultuoso sviluppo urbanistico, sociale ed economico che lo vide assurgere a centro di riferimento della bassa valle Seriana, con numerose attività artigianali che, sviluppandosi, riuscirono ad espandere il loro raggio d'azione ben oltre i confini regionali e nazionali.

### Simboli
Lo stemma e il gonfalone sono stati concessi con decreto del presidente della Repubblica del 1º dicembre 1952.
Il gonfalone è un drappo di azzurro.

## Monumenti e luoghi d'interesse

### Architetture religiose
Numerosi sono i luoghi di culto presenti sul territorio albinese: nel solo capoluogo edificati per volontà popolare, per donazione o per le diverse scuole presenti sul territorio:

### Chiesa Prepositurale di San Giuliano

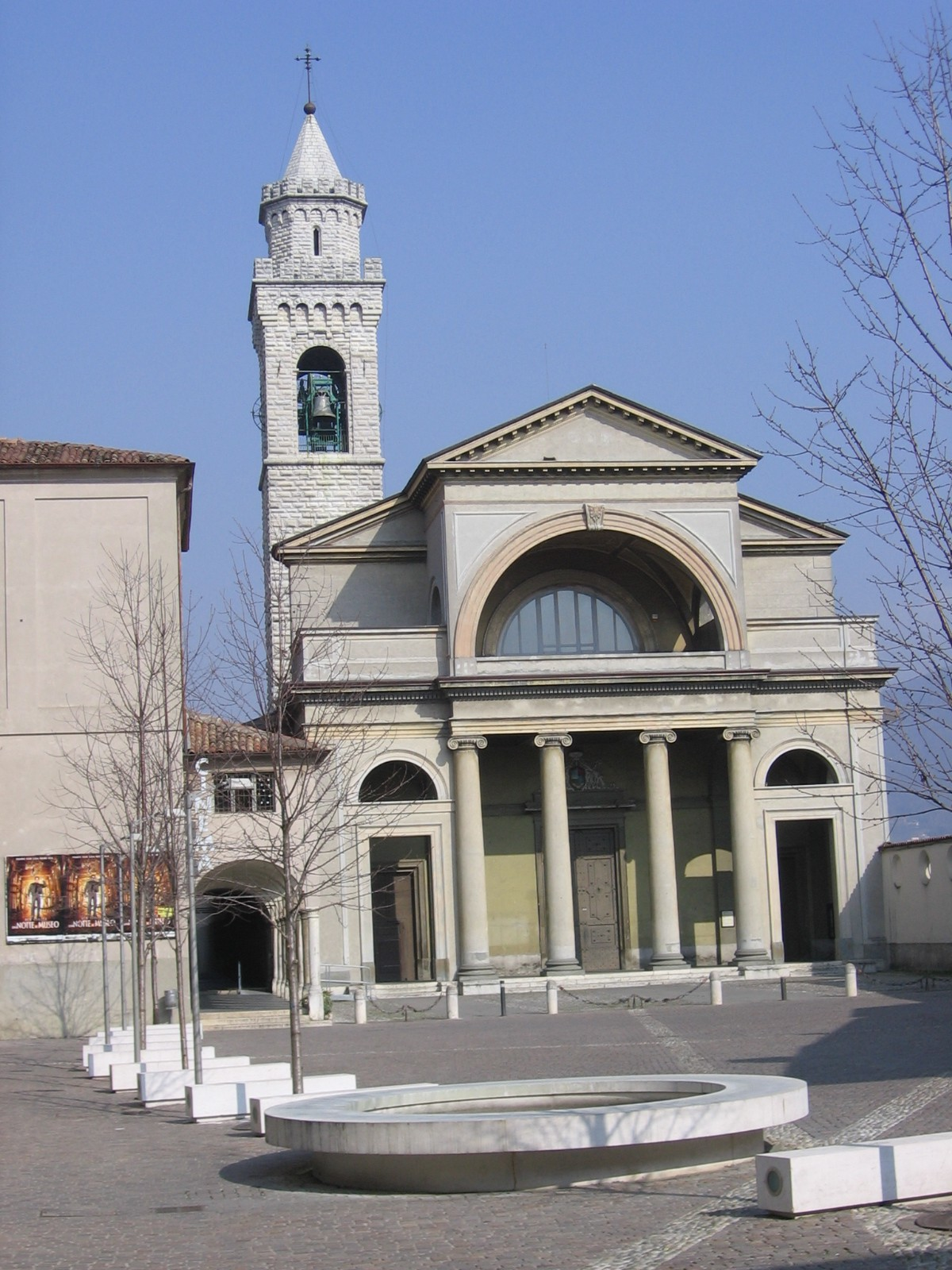
La chiesa parrocchiale di San Giuliano

L'edificio più antico e storicamente rilevante presente sul territorio è senza dubbio la chiesa Prepositurale dedicata a san Giuliano, situata in posizione dominante sul centro abitato. Della prima struttura, risalente a un periodo prossimo al IX secolo, non è rimasto praticamente nulla per via dei numerosi rifacimenti effettuati nel corso dei secoli al fine di adeguare la chiesa alla crescente importanza che questa andava acquisendo a partire dall'epoca medievale. La struttura è stata invece edificata tra il 1807 e il 1816, su progetto di Simone Elia con stile neoclassico, mentre la facciata è stata eretta in un secondo momento su disegno di Antonio Preda. Parti in stile barocco, che facevano parte dell'edificio del XVII secolo, sono ancora presenti nelle sagrestie. Il campanile, con pianta quadrata e una merlatura tipica del medioevo, risale al 1497 ed è opera della famiglia clusonese dei Fanzago. Successivi interventi, l'ultimo dei quali firmato nel 1895 dall'architetto Antonio Piccinelli, videro l'aggiunta della cuspide ottagonale e del rivestimento in pietra locale. Numerose e di valore sono le opere custodite all'interno, tra le quali dipinti di Giovan Battista Moroni, Enea Salmeggia, Gian Paolo Cavagna, Francesco Zucco, Giambettino Cignaroli, del Padovanino e dei pittori locali Carnelli, Pezzotta e Nembrini, nonché gli affreschi degli Evangelisti e martirio di san Cristoforo realizzati da Antonio Marinoni. Il campanile alto 58 metri, ospita un concerto di quindici + due (Mi4 e Lab3) campane a doppio sistema di suono completo (tastiera manuale per le allegrezze, le corde per il suono manuale e il computer per le suonate automatiche) intonato sulla scala di Si bemolle calante fuso da Carlo Ottolina e figli Enrico e Secondo di Seregno (MB) nel 1953. Le otto campane minori (Do4, Re4, Mib4, Mi4, Fa4, Sol4, La4 e Sib4) sono state fuse dall'Antica Fonderia de Poli di Revine Lago (TV) nel 2007 e collocate sul campanile nel 2012. Una diciottesima campana in Si4 fusa da Paolo Capanni di Castelnovo ne' Monti (RE) nel 1965 funge da richiamo per le funzioni religiose.

### Chiesa di San Bartolomeo

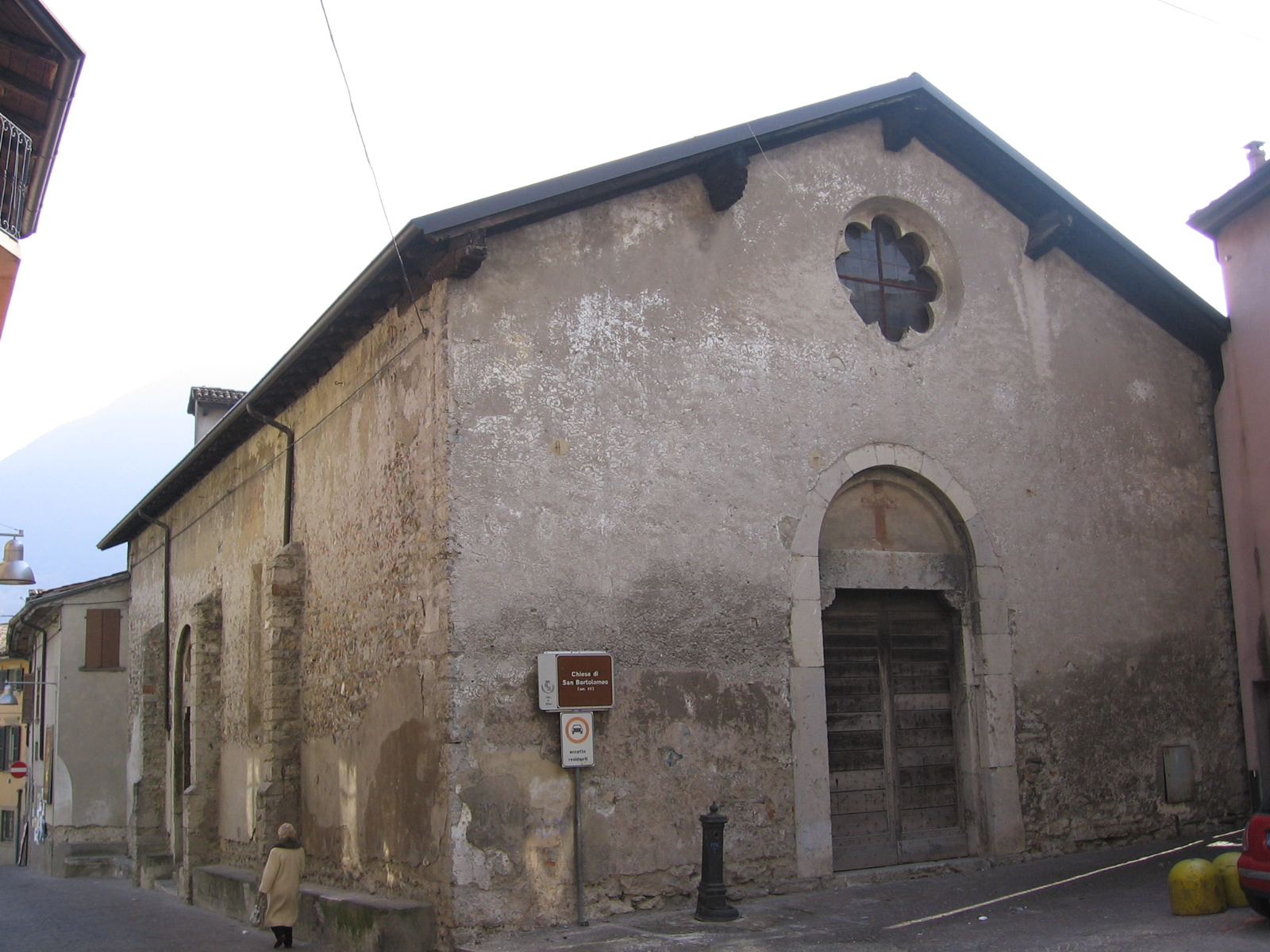
Ex convento San Bartolomeo

Ai margini di piazza San Giuliano, dove si trova l'omonima chiesa prepositurale, è situata la chiesa di San Bartolomeo. Riconoscibile per il suo stile romanico lombardo, risale ad un periodo compreso tra il XIII e il XIV secolo. Inizialmente venne inclusa nella struttura dell'annesso monastero agostiniano, mentre dopo breve tempo passò tra i possedimenti della Congregazione della Misericordia Maggiore. Dopo un primo ampliamento datato 1467, seguì una ristrutturazione avvenuta nel corso del secolo successivo che le diede la forma ad aula unica, scandita da tre archi a sesto acuto che sorreggono il tetto in legno. In quegli anni venne anche adornata da numerosi affreschi sia della bottega dei pittori Marinoni, tra cui le Storie di San Bartolomeo eseguite nel 1492, che di artisti di scuola bergamasca, dei quali rimane un ciclo pittorico dedicato al Beato Simonino da Trento. Altri elementi di questa struttura sono le ben ventuno sculture lignee situate sull'altare maggiore, nonché il polittico in legno dorato di Pietro Bussolo. Gran parte di queste opere sono state soggette ad un restauro conservativo che, terminato nel settembre del 2011, ha permesso di riportarle all'antico splendore.

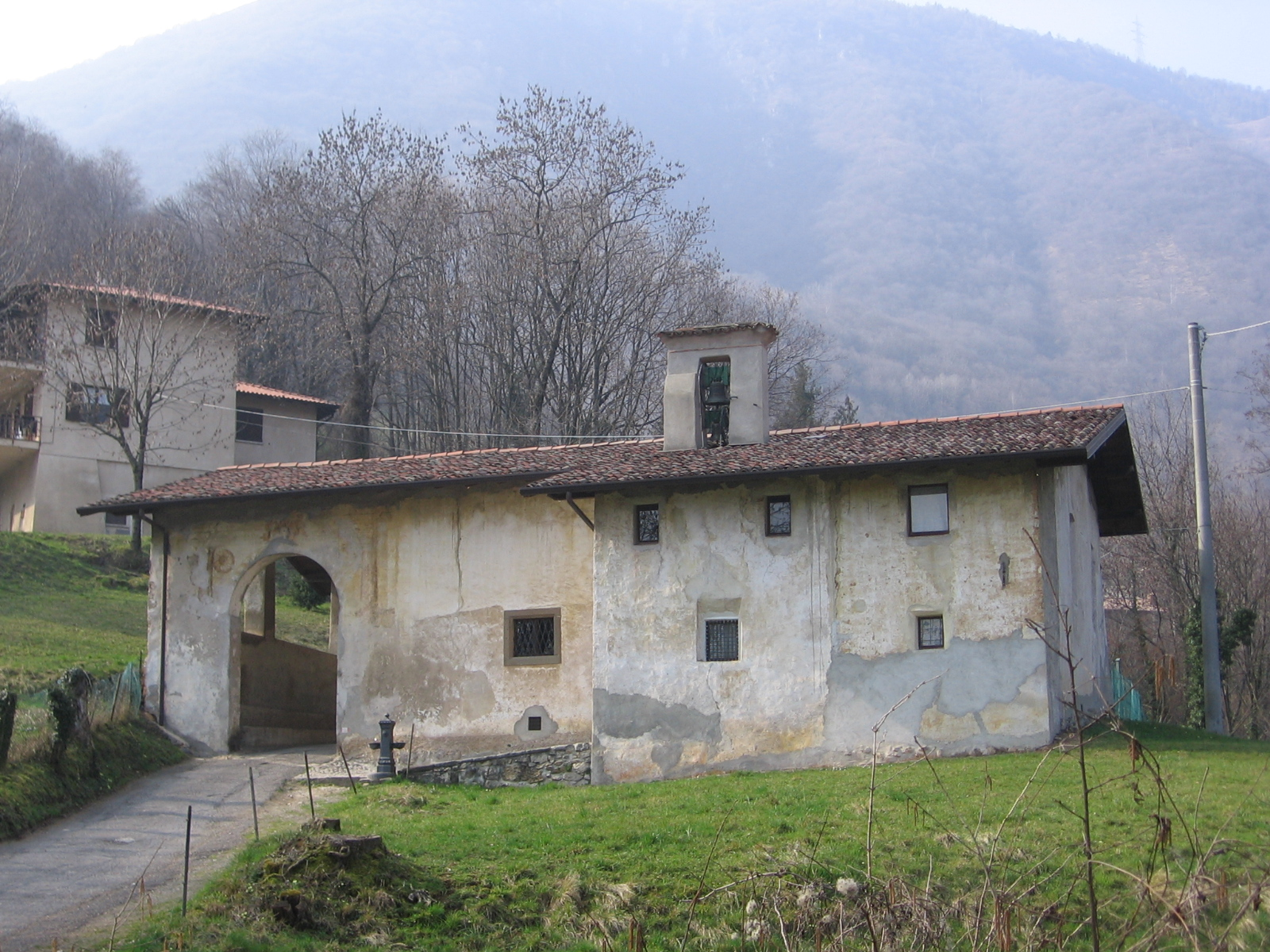
Madonna della neve

Chiese secondarie

### Chiesa di Sant'Anna
La chiesa di Sant'Anna, situata nella centralissima via Mazzini, venne edificata verso la metà del XVI secolo come luogo di culto inglobato nel monastero carmelitano femminile fondato da Lucrezia Agliardi Vertova, ritratta dal Moroni. Ampliato nel 1742 su progetto di Giovan Battista Caniana e completato nel 1790, si affaccia su quella che un tempo era l'antica piazza commerciale di Albino. Il complesso è composto da una chiesa esterna a pianta quadrata sormontata da una cupola affrescata da Filippo Comerio, e da una interna dotata di una pianta a croce greca, con il coro che custodisce 37 stalli intarsiati, opera di Andrea Fantoni. Nel 1797 il monastero venne soppresso e la chiesa utilizzata come sussidiaria della parrocchiale; successivamente vi si insediò l'ordine delle suore del Sacro Cuore.

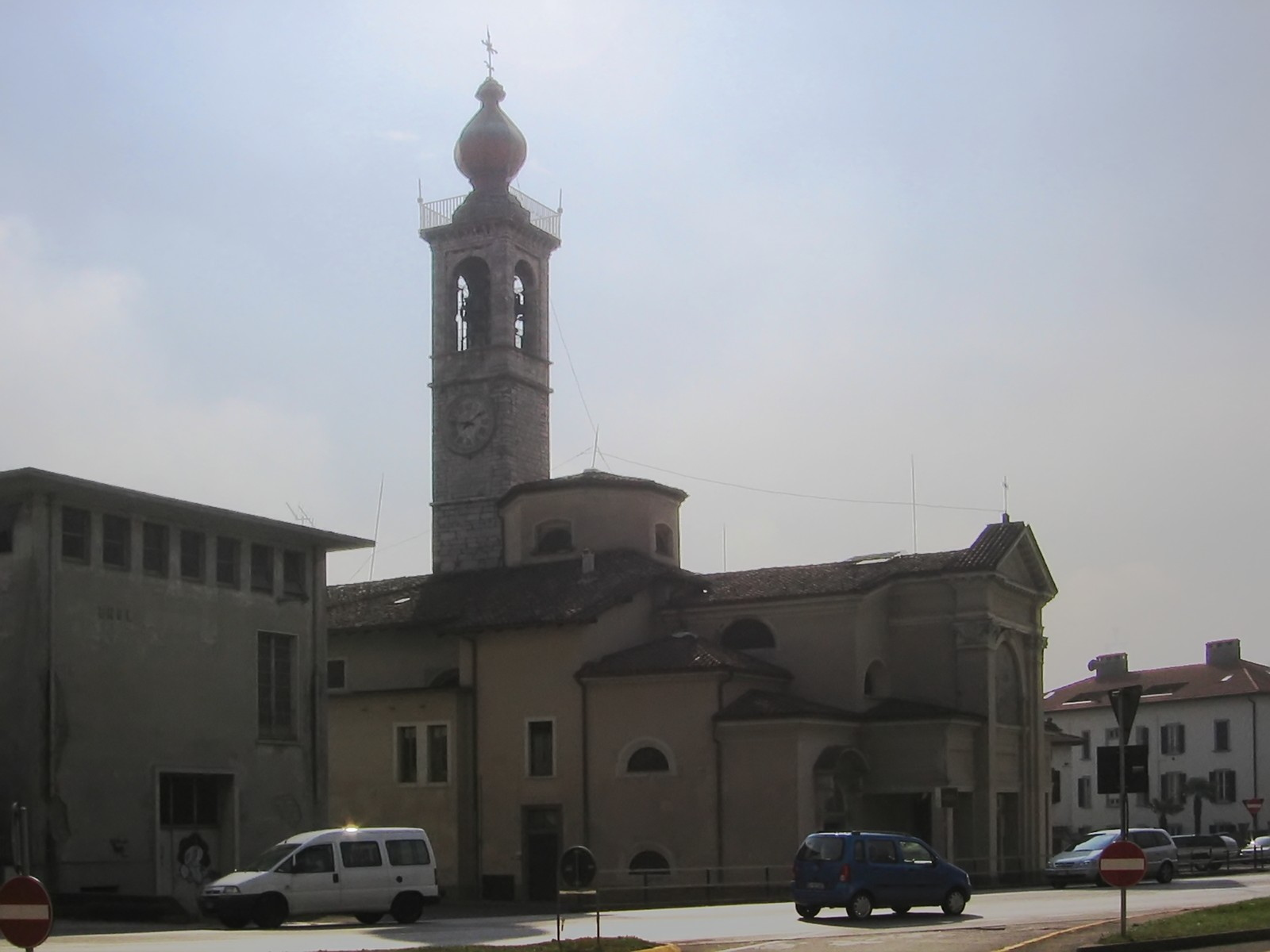
Santuario Madonna del Pianto

### Santuario della Madonna del Pianto
Il Santuario Madonna del Pianto venne edificato nel 1465 come chiesa di Santa Croce. Nel 1655 fu teatro di un episodio miracoloso che vide protagonista un ragazzo muto che ritrovò la parola, avvenuto nell'adiacente cappelletta dedicata all'Addolorata. Ampliato notevolmente nel 1807, su progetto di Simone Elia che ne incorporò la cappella, e tra il 1896 e il 1899, possiede una struttura a croce latina divisa in tre navate. Al proprio interno conserva opere di Francesco Zucco, di Giovan Battista Moroni (il dipinto raffigurante Cristo che porta la Croce), e la Deposizione eseguita da Enea Salmeggia, posta come pala dell'altare maggiore.

### Chiesa di Santa Maria della Concezione
Chiesa di Santa Maria della Concezione si trova più a monte, in quella che ora è diventata una zona residenziale, è collocata la chiesa di Santa Maria della Concezione, conosciuta anche come Madonna del Lupo. La tradizione vuole difatti che questo piccolo santuario sia stato costruito in seguito ad un miracolo avvenuto, nel 1470, ad un bambino che fu salvato da un branco di lupi dall'apparizione della Madonna. Il restauro avvenuto nel 1970 ha portato alla luce affreschi risalenti al XV e al XVI secolo, tra i quali un ciclo di Cristoforo Baschenis riferito alla storia di Maria. La struttura è data da un'aula a pianta quadrata sormontata da una volta a vele convergenti, con un porticato esterno.

### Convento dei Cappuccini
Poco distante sorge il convento dei frati cappuccini, fondato nel 1613 grazie ad una donazione della famiglia Bernardo Spini. Verso la fine del XVIII secolo il convento fu soppresso dalle direttive napoleoniche e venduto a privati, anche se nel 1856 i frati dell'ordine dei Cappuccini vi fecero ritorno.

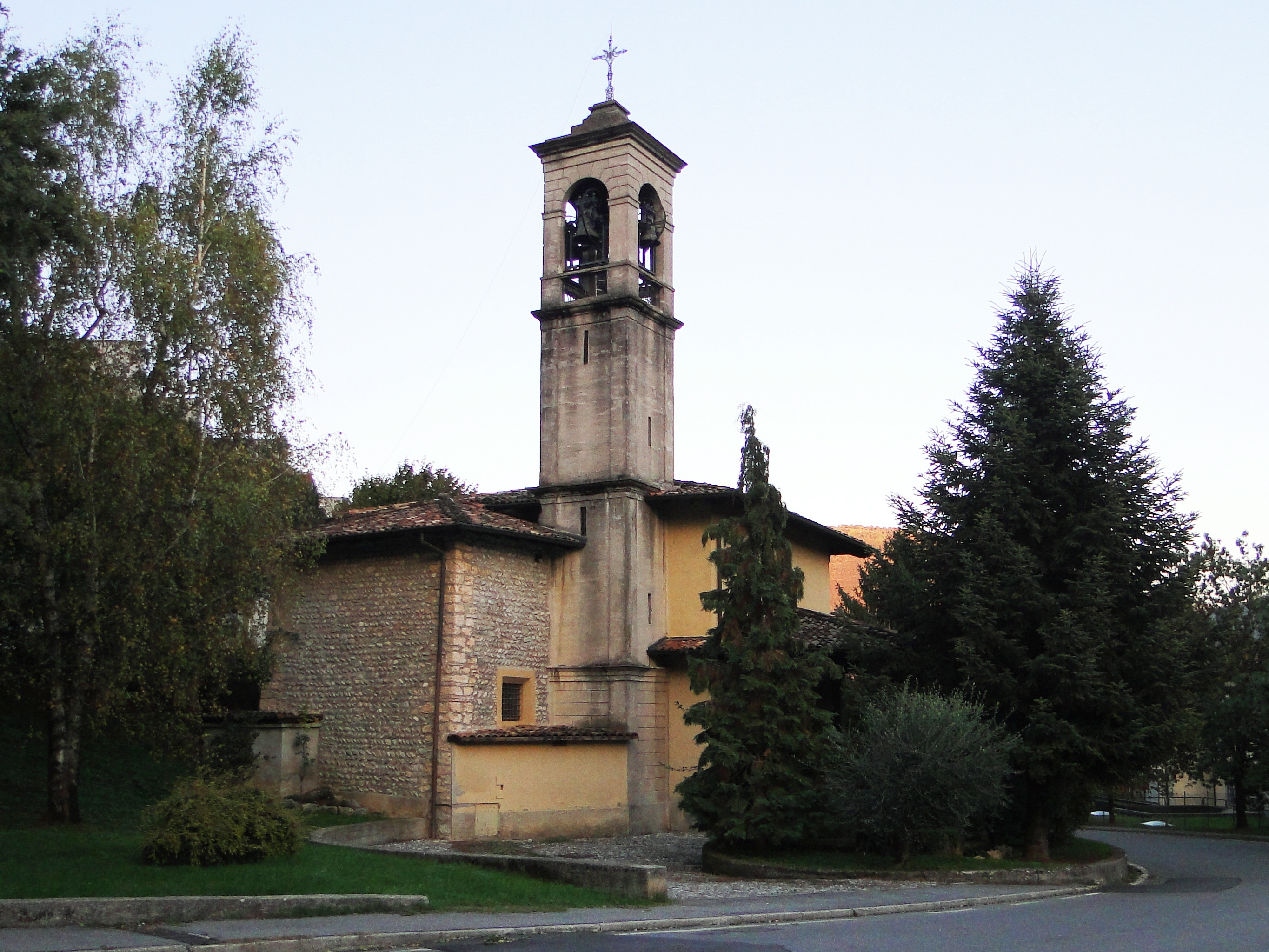
Il Santuario della Madonna della Concezione, conosciuto anche come Madonna del Lupo

Nella struttura si trova la chiesa di San Francesco, con l'altare maggiore raffigurante una Gloria di San Francesco, dipinto da Monzio Compagnoni. Sempre rimanendo nell'ambito delle congregazioni religiose, è presente anche il complesso dei Sacerdoti del Sacro Cuore di Gesù, meglio conosciuti come Padri Dehoniani. Questo, risalente all'inizio del XX secolo e situato in una zona periferica nei pressi della frazione di Bondo Petello, vede al proprio interno la Chiesa del Cuore Eucaristico di Gesù.
Progettata da Dante ed Elia Fornoni in stile neogotico lombardo e consacrata nel 1924, la chiesa ha una struttura con pianta a croce latina con tre navate.

### Chiesa Madonna della Neve
Sempre nei pressi del confine con Bondo, ma in posizione più elevata, si trova la chiesa della Madonna della Neve. Questo piccolo santuario a pianta quadrata, posto sulla mulattiera che reca a Selvino, risale al XVI secolo. Di quell'epoca sono anche gli affreschi, collocati su tutte le pareti laterali, restaurati nel 1980. Nei secoli scorsi godeva di una grande importanza per via del fatto che si trovava su una strada molto trafficata, specialmente da commercianti e allevatori, che sovente si fermavano per una preghiera di intercessione.

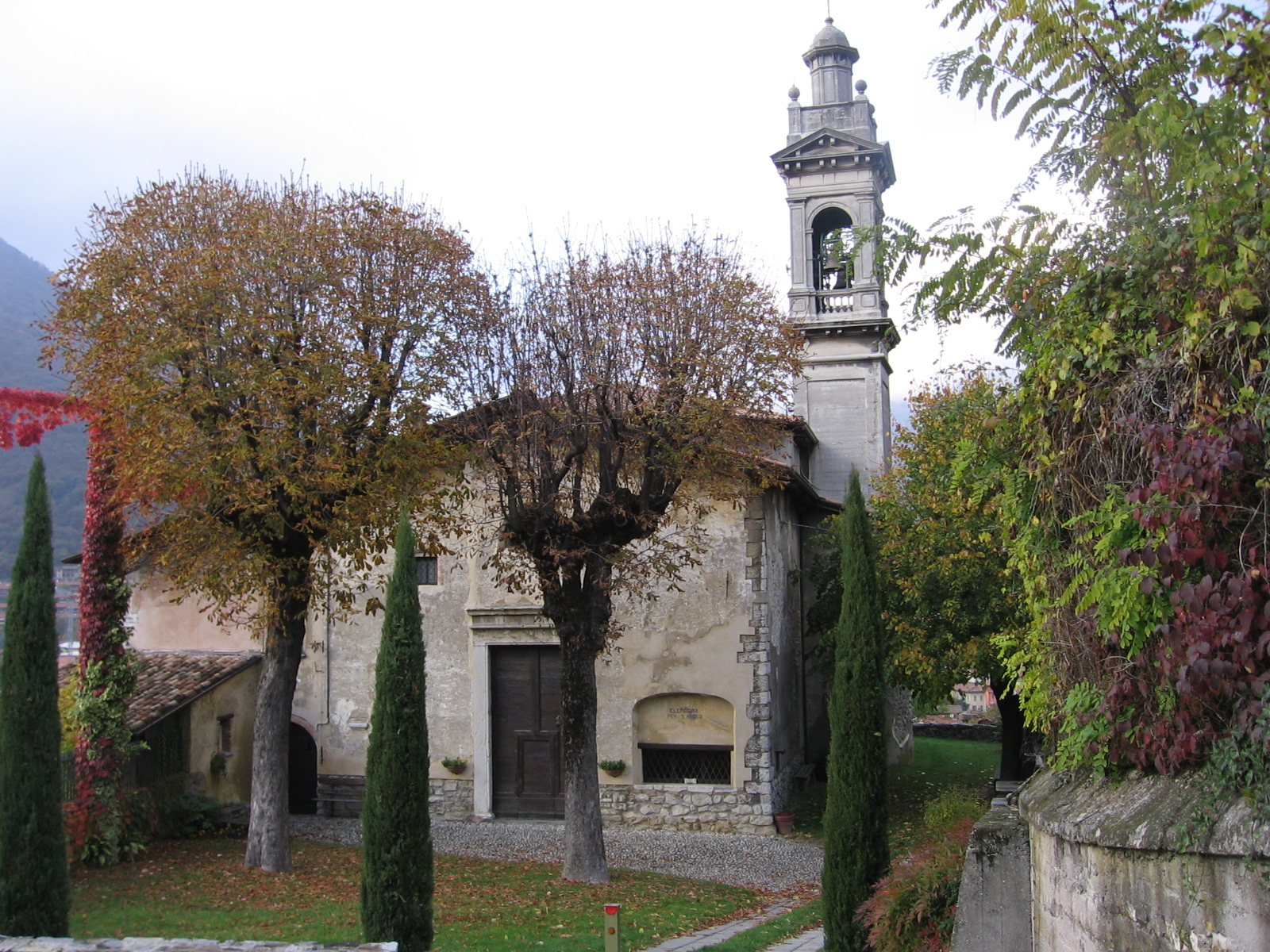
La chiesa di San Rocco

### Chiesa di San Rocco
Nell'OltreSerio, a monte della strada che reca a Pradalunga, nei pressi della cementeria Italcementi, è collocata la chiesa intitolata a San Rocco. Costruita nel XVI secolo, in luogo di un antico castello ghibellino in seguito ad un voto della popolazione minacciata dalla peste, ha una struttura a croce greca con volta ad ombrello. La cappella principale è decorata con un affresco raffigurante l'Ascensione di Cristo, mentre in quella minore di destra vi è un crocifisso ligneo con una cinquecentesca statua della Maddalena.

### Chiesa della Madonna di Guadalupe
In una strada laterale di via Mazzini, adiacente al corso del torrente Albina, sorge il santuario di Nostra Signora di Guadalupe, edificato verso la fine del XIX secolo per volere del tenore Federico Gambarelli, scampato a un naufragio al ritorno dall'America Latina. Questi, divenuto in seguito monsignore, lasciò la gestione del santuario all'Istituto del Beato Luigi Maria Palazzolo che vi insediò una congregazione femminile che fino al 1968 ha assistito le orfane. La chiesetta, ha una struttura in stile gotico-lombardo, con affreschi e decorazioni di Guglielmo Lecchi. Conserva una copia autentica della Sindone del 1898 e le reliquie dei santi Teodoro soldato, Agapito e Fortunato.

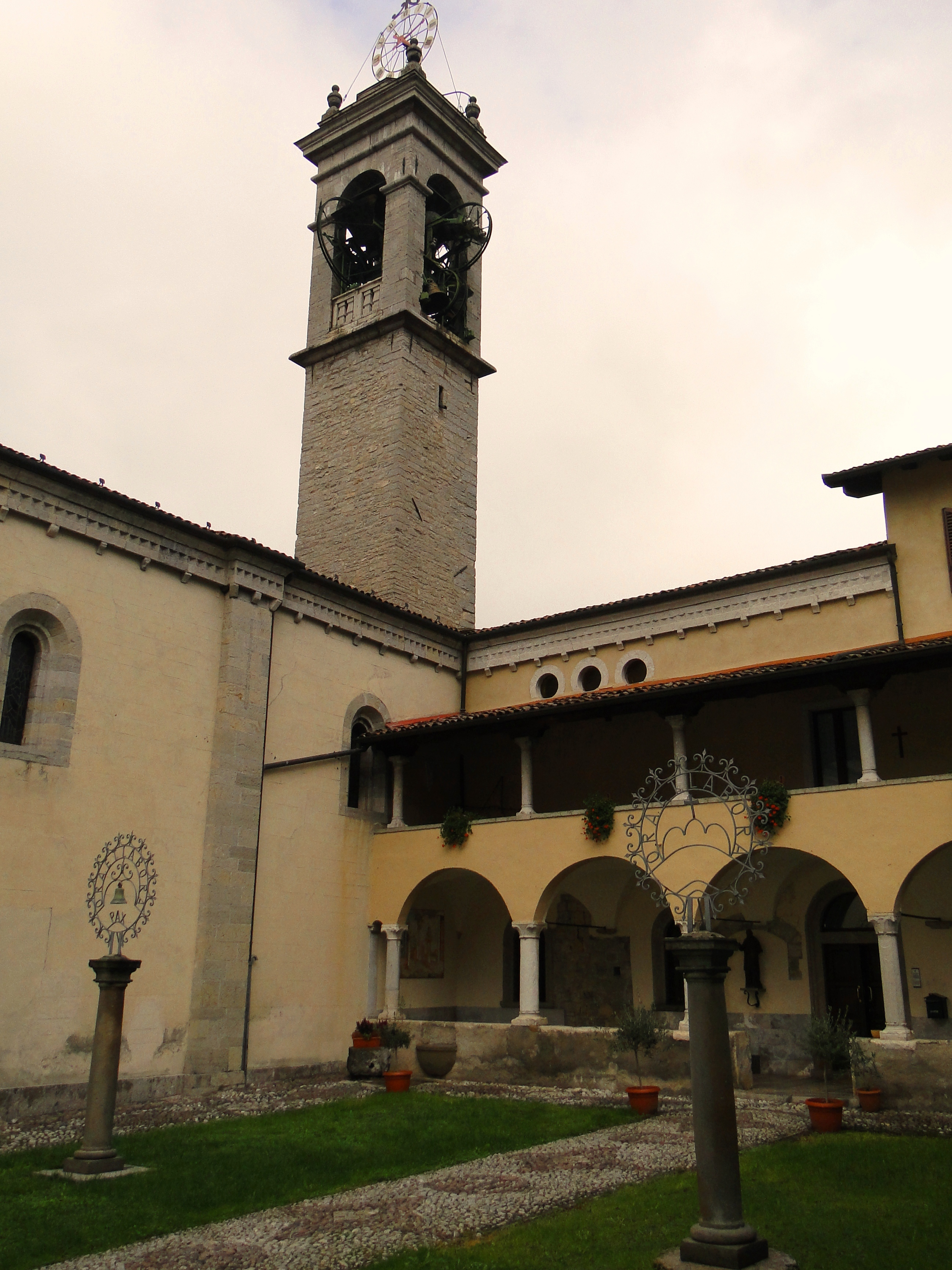
L'abbazia di San Benedetto

Il territorio albinese, che amministrativamente è raggruppato in un'unica entità, in ambito ecclesiastico è suddiviso in numerose parrocchie indipendenti. In ognuna di esse è presente la relativa chiesa, sovente accompagnata da un santuario o altre chiese ausiliarie.

### Chiesa di San Pietro
A Desenzano si trova la chiesa parrocchiale di San Pietro, risalente al XIV secolo in stile gotico-lombardo. A breve distanza si trova quello che può essere considerato l'edificio sacro che ancora gode di maggior devozione popolare, tanto da essere meta di molti pellegrinaggi da parte tutta la popolazione albinese, e non solo.

### Santuario della Madonna della Gamba
Il Santuario della Madonna del Miracolo, meglio conosciuto come Madonna della Gamba, ricorda un miracoloso evento avvenuto nel 1440: una ragazza guarì miracolosamente dalle ferite riportate ad una gamba dopo aver pregato la Madonna.

### Ex Monastero di Santa Maria della Ripa
Degno di nota è anche il convento dei Carmelitani di Santa Maria della Ripa. All'interno vi si trova la chiesa, fondata all'incirca nel 1440, e collocata in posizione ben visibile dal paese.

### Chiesa di Cristo Re
In Comenduno alla chiesa parrocchiale di Cristo Re, edificata all'inizio del XX secolo, si abbina la piccola chiesa della Visitazione di anta Maria, risalente alla metà del XIV secolo; a Bondo si trovano invece la cinquecentesca parrocchiale di Santa Barbara, accompagnata dalla piccola chiesa agreste di San Bernardo in Bruseto e dal Santuario della Beata Vergine delle Grazie in situata tra i boschi in località Petello.

### Chiesa della Visitazione di Maria Santissima a Sant'Elisabetta
La chiesa della Visitazione di Maria Santissima a Sant'Elisabetta risalente al XIV secolo e ampliata nel Cinquecento.

### Abbazia di San Benedetto
Abbazia di San Benedetto. Nell'Oltreserio grande importanza ricoprono l'abbazia di San Benedetto, edificata nel 1136 e situata nella frazione di Abbazia.

### Santuario della Beata Vergine del monte Altino
Santuario della Beata Vergine del monte Altino, posto ad un'altezza di circa 800 m s.l.m., sull'omonimo colle sopra Vall'Alta.

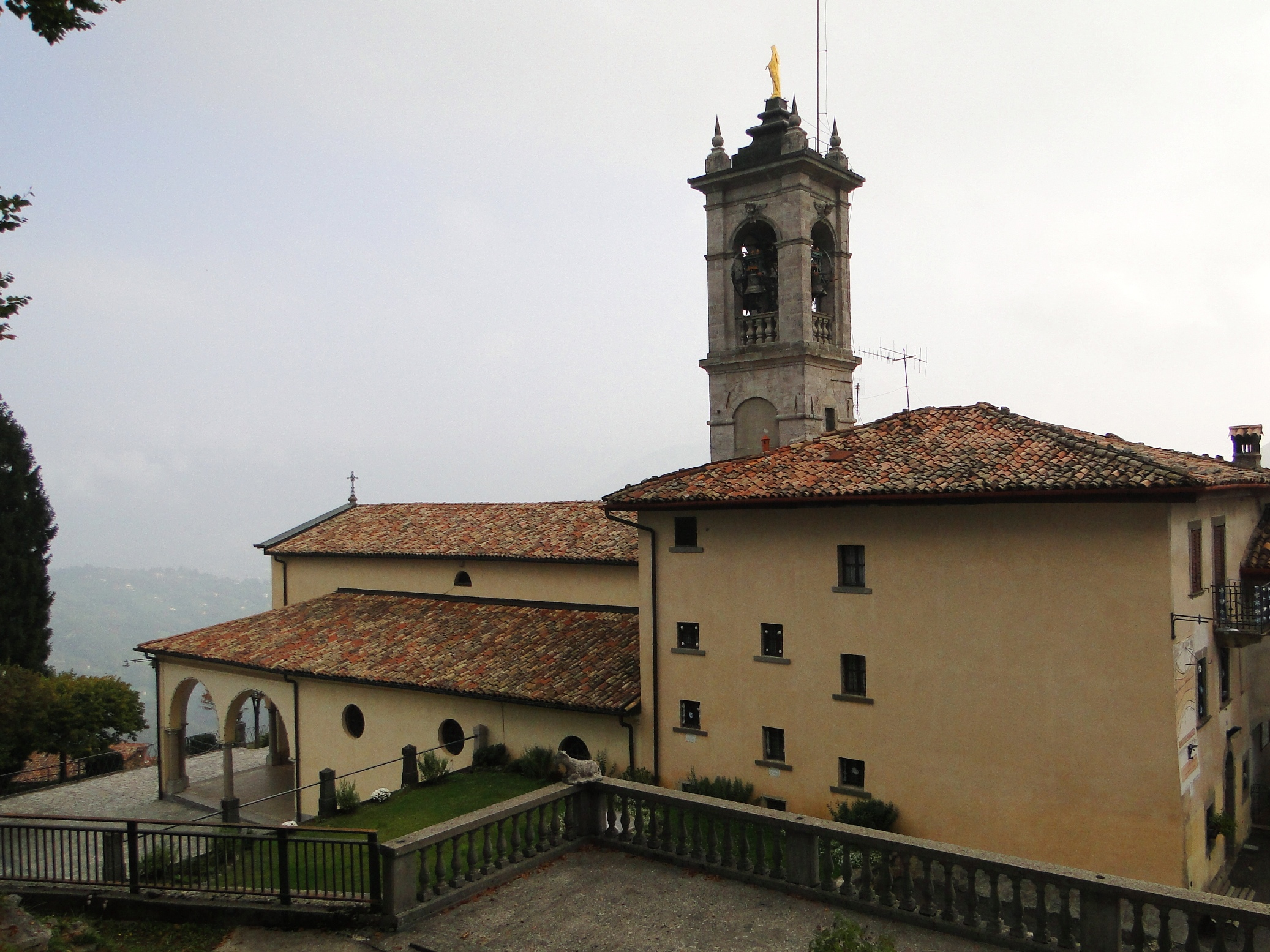
Il santuario di Altino

Le origini del santuario di risalgono ad un fatto prodigioso che, secondo la tradizione, avvenne il 23 luglio 1496 quando Quinto Foglia, abitante di Vall'Alta, si rivolse alla Madonna per chiedere aiuto in quanto sfinito dall'arsura. La Madonna apparve e fece sgorgare uno zampillo di acqua sorgiva.

### Chiesa di Santa Maria Assunta e San Giacomo Maggiore
Nel territorio della frazione in questione si trovano anche la chiesa parrocchiale dedicata Santa Maria Assunta e San Giacomo Maggiore, databile presumibilmente ai primi anni del XIV secolo, la chiesa della Beata Vergine del Monte Carmelo che risulta presente nel 1575, citata nella visita pastorale di san Carlo Borromeo, e la chiesa intitolata alla Beata Vergine del Buon Consiglio (XX secolo), che serve le località Grumelduro e Molinello.

### Chiesa di Sant'Antonio di Padova
Nella vicina frazione di Fiobbio, la chiesa parrocchiale dedicata a Sant'Antonio di Padova ed edificata tra il 1919 e il 1924, custodisce le spoglie della Beata Pierina Morosini. Degne di nota sono anche l'ex chiesa parrocchiale dedicata al medesimo santo patrono, sconsacrata nel 1952, il cui nucleo primitivo risale al XVII secolo con richiami allo stile romanico. 

### Chiesa della Santissima Trinità
santuario della Santissima Trinità (XVI secolo), posto a sud dell'abitato in posizione panoramica sul capoluogo Albino.

### Chiesa dello Sposalizio di Maria Vergine
A Casale la chiesa parrocchiale, edificata nel 1850, è intitolata al Sacro Cuore di Gesù, mentre quella di Dossello allo Sposalizio di Giuseppe e Maria.

### Architetture civili

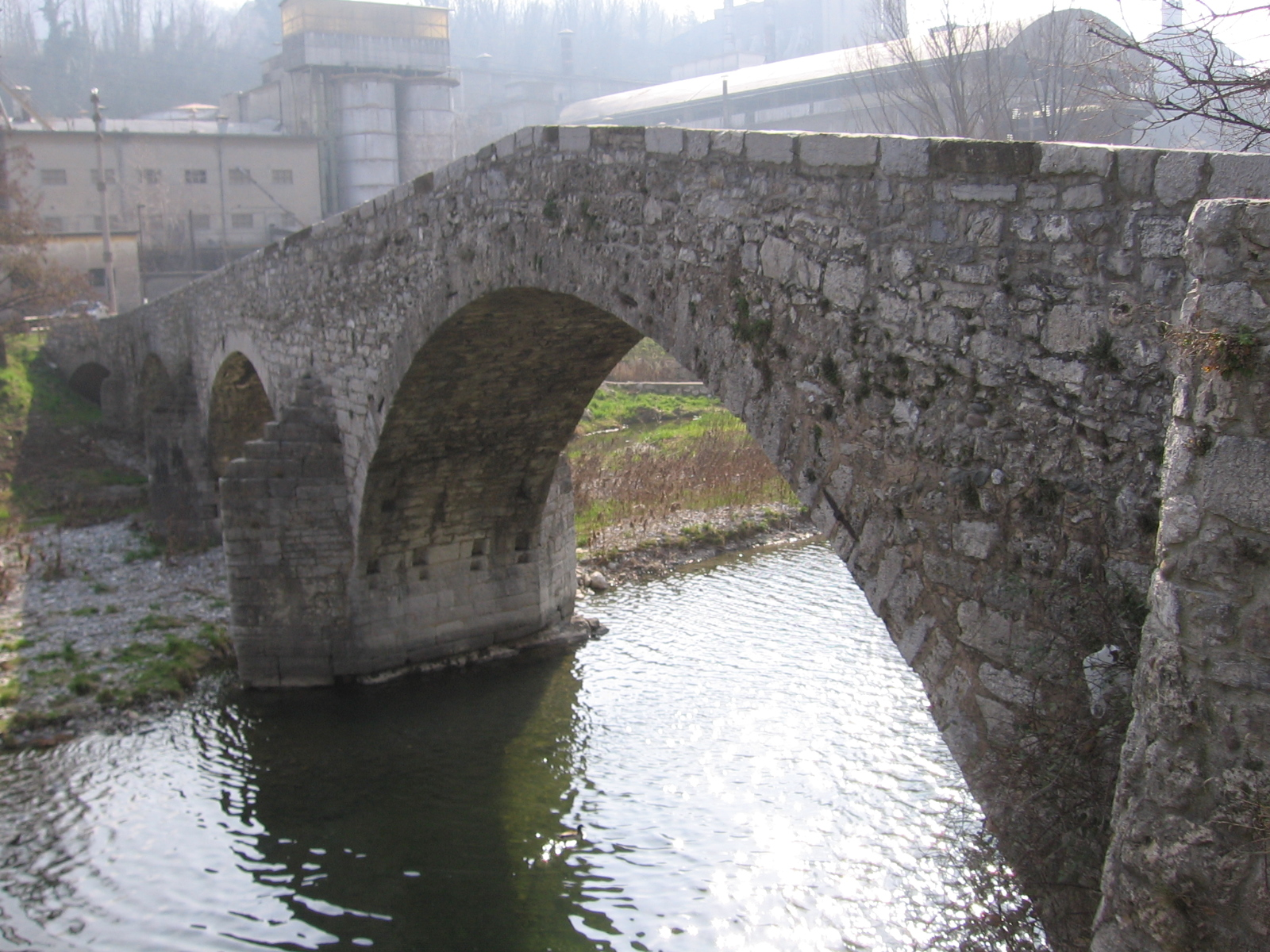
Il ponte romanico sul fiume Serio

Numerose sono le costruzioni civili di interesse storico e artistico. Su tutte vi è il centro storico, che rappresenta il primitivo nucleo del borgo, che si sviluppa attorno alle vie Mazzini, Vittorio Veneto e monsignor Camillo Carrara, che presenta numerose abitazioni che mantengono caratteristiche costruttive dei secoli scorsi. Addossate l'una all'altra, presentano numerose piccole corti, loggiati e porticati con portali che indicano il casato che vi abitava oppure informazioni circa la data di costruzione.
Numerosi sono i palazzi signorili, quali la cinquecentesca casa della Misericordia, affrescata nel 1570 da Giovan Battista Moroni, la casa Solari, con eleganti colonnati e arcate anch'esse del XVI secolo e la casa dei Conti Spini, affrescata esternamente da Antonio Moroni nel 1630.
Ai margini meridionali del territorio comunale, al termine del XIX secolo si sviluppò il complesso manifatturiero Honegger, a fianco del quale venne costruito un piccolo villaggio operaio che, seppur in scala ridotta rispetto ad altri progetti simili (vedi Crespi d'Adda), permette di comprendere la realtà industriale di un tempo.
Poco distante si colloca il ponte sul fiume Serio che collegava il capoluogo con l'Oltreserio. Edificato nel corso del XIV secolo in stile romanico, ma sottoposto a numerosi successivi interventi di ripristino in seguito alle piene del fiume, è utilizzato per il passaggio della Ciclovia della Valle Seriana.

#### Via delle Pietre

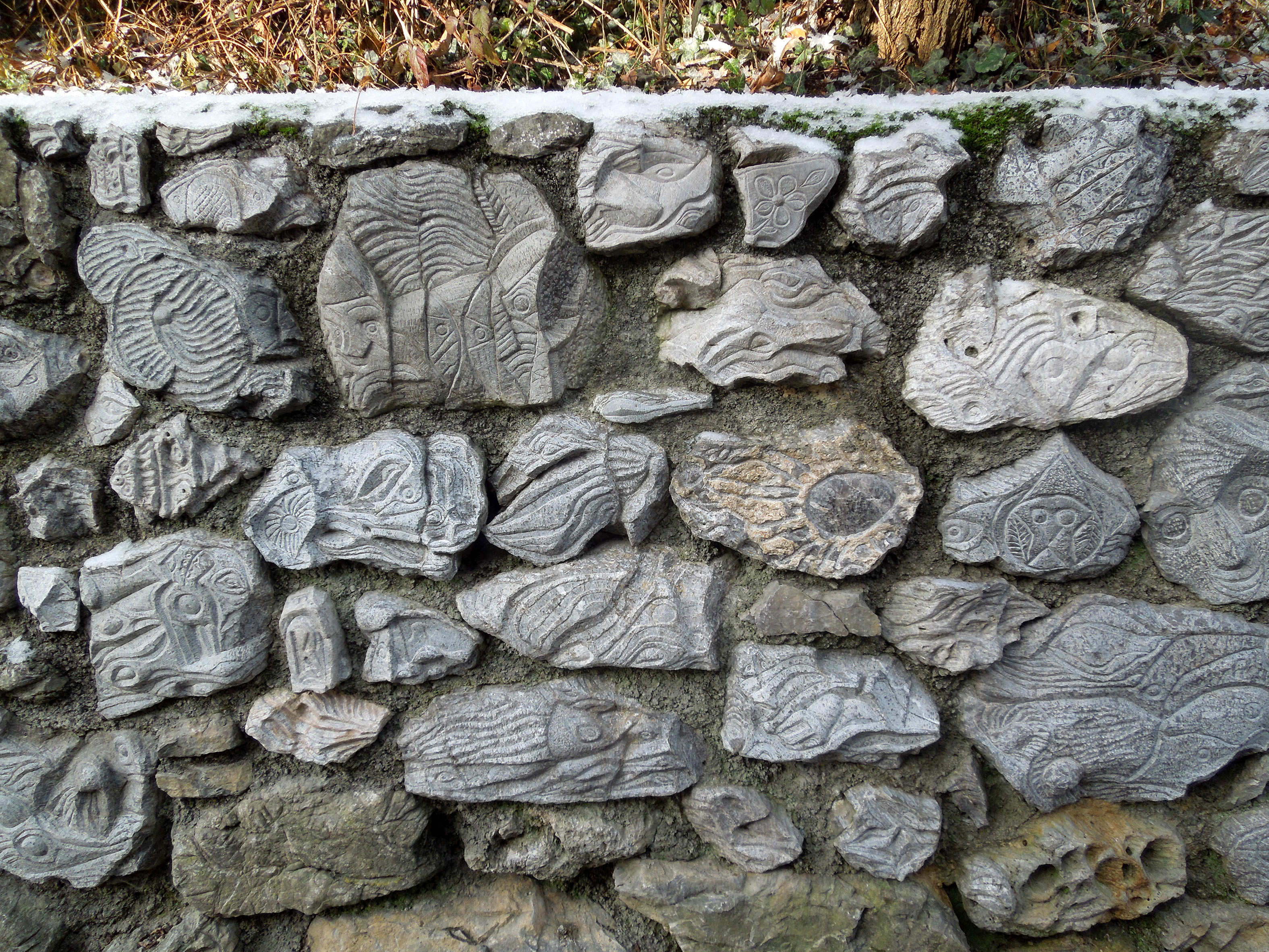
Un dettaglio della Via delle Pietre

A partire dal 2014, uno scultore locale ha iniziato a scolpire per diletto le pietre di un vecchio muro di contenimento che corre lungo via Piazzo. Si contano più di 500 raffigurazioni a tema astratto di pregevole fattura, e l'artista non sembra intenzionato a fermarsi. Passeggiando lungo via Piazzo, è possibile incontrare Remo all'opera, sempre disponibile a scambiare quattro chiacchiere con chiunque.

### Aree naturali

#### Sentieri
Tra i numerosi sentieri vi sono quelli che salgono verso i monti Misma (raggiungibile da Fiobbio, percorrendo i luoghi del martirio di Pierina Morosini, da Casale, mediante il sentiero del castagno utilizzato anche a scopi didattici e da Abbazia), Rena (da Comenduno e Bondo Petello verso Amora e Ganda, frazioni di Aviatico), Nigromo (dalla località Valgua, nota anche per le sue falesie utilizzate per arrampicate, verso Ama, anch'essa frazione di Aviatico), Purito (mediante la mulattiera sottostante alla Funivia Albino-Selvino), Altino (da Vall'Alta e Dossello) e Cereto (dal capoluogo).

#### Parco locale di interesse sovracomunale Piazzo
Sulle pendici di quest'ultimo monte si trova la località Piazzo, piccolo polmone verde del centro seriano, che nel 2009 è stato elevato a Parco locale di interesse sovra comunale (PLIS) al fine di valorizzarne le ricchezze naturalistiche.

## Società

### Evoluzione demografica
Abitanti censiti

#### Evoluzione demografica per quartieri
Di seguito l'evoluzione demografica di Albino e delle sue frazioni, considerando l'evoluzione territoriale del comune
|      | Albino | Bondo               | Comenduno             | Desenzano           | Vall'Alta           | Fiobbio             | Abbazia             | Casale              | Dossello            | Totale |
| 1400 | 1.560  | aggregato ad Albino | 450                   | 450                 | 450                 | aggregato ad Albino | 90                  | n.d.                | n.d.                | 3.000  |
| 1596 | 1.266  | aggregato ad Albino | 260                   | 555                 | 525                 | aggregato ad Albino | n.d.                | n.d.                | n.d.                | 2.606  |
| 1776 | 2.149  | aggregato ad Albino | aggregato a Desenzano | 670                 | 700                 | aggregato ad Albino | n.d.                | n.d.                | n.d.                | 3.516  |
| 1805 | 1.489  | 282                 | aggregato a Desenzano | 679                 | 740                 | 335                 | n.d.                | n.d.                | n.d.                | 3.525  |
| 1818 | 1.767  | 242                 | aggregato a Desenzano | 812                 | 711                 | 289                 | n.d.                | n.d.                | n.d.                | 3.821  |
| 1853 | 2.529  | 393                 | aggregato a Desenzano | 1.200               | 1.216               | aggregato ad Albino | aggregato ad Albino | n.d.                | n.d.                | 5.338  |
| 1861 | 2.767  | 338                 | aggregato a Desenzano | 1.180               | 1.324               | aggregato ad Albino | aggregato ad Albino | n.d.                | n.d.                | 5.689  |
| 1871 | 2.974  | 430                 | aggregato a Desenzano | 1.202               | 1.399               | aggregato ad Albino | aggregato ad Albino | n.d.                | n.d.                | 6.005  |
| 1881 | 3.449  | 448                 | aggregato a Desenzano | 1.402               | 1.530               | aggregato ad Albino | aggregato ad Albino | n.d.                | n.d.                | 6.829  |
| 1901 | 5.135  | 538                 | aggregato a Desenzano | 1.843               | 1.823               | aggregato ad Albino | aggregato ad Albino | n.d.                | n.d.                | 9.039  |
| 1911 | 5.865  | 633                 | aggregato a Desenzano | 2.345               | 1.977               | aggregato ad Albino | aggregato ad Albino | n.d.                | n.d.                | 10.820 |
| 1921 | 6.412  | 625                 | aggregato a Desenzano | 2.581               | 2.312               | aggregato ad Albino | aggregato ad Albino | n.d.                | n.d.                | 11.930 |
| 1931 | 11.664 | aggregato ad Albino | aggregato ad Albino   | aggregato ad Albino | aggregato ad Albino | aggregato ad Albino | aggregato ad Albino | aggregato ad Albino | aggregato ad Albino | 11.664 |
| 1941 | 11.048 |                     |                       |                     |                     |                     |                     |                     |                     | 11.048 |
| 1951 | 12.375 |                     |                       |                     |                     |                     |                     |                     |                     | 12.375 |
| 1961 | 13.262 |                     |                       |                     |                     |                     |                     |                     |                     | 13.262 |
| 1971 | 13.591 |                     |                       |                     |                     |                     |                     |                     |                     | 13.591 |
| 1981 | 15.161 |                     |                       |                     |                     |                     |                     |                     |                     | 15.161 |
| 1991 | 15.769 |                     |                       |                     |                     |                     |                     |                     |                     | 15.769 |
| 2001 | 16.394 |                     |                       |                     |                     |                     |                     |                     |                     | 16.394 |
| 2011 | 18.087 |                     |                       |                     |                     |                     |                     |                     |                     | 18.087 |
| 2014 | 6.402  | 1.498               | 2.418                 | 3.049               | 1.846               | 792                 | 1.324               | 400                 | 479                 | 18.218 |

### Etnie e minoranze straniere
Gli stranieri residenti nel comune sono 1.182, ovvero il 6,5% della popolazione. Di seguito sono riportati i gruppi più consistenti:
1. Marocco, 280
2. Senegal, 189
3. Albania, 97
4. Romania, 87
5. Ucraina, 68
6. Bolivia, 59
7. Ghana, 31
8. Cina, 28
9. Costa d'Avorio, 25
10. India e Filippine, 20

### Religione: i patroni
Nel comune di Albino ad ogni frazione corrisponde un proprio patrono specifico.
- Centro: San Giuliano Martire (9 gennaio)
- Desenzano al Serio: San Pietro (29 giugno)
- Comenduno: Sant'Alessandro (26 agosto)
- Casale: Sacro Cuore (Venerdì dopo l'Ottava del Corpus Domini)
- Dossello: San Giuseppe (19 marzo)
- Fiobbio: Sant'Antonio di Padova (13 giugno)

- Vall'Alta: San Giacomo (25 luglio)
- Abbazia: San Benedetto (21 marzo)
- Bondo Petello: Santa Barbara (4 dicembre)

## Cultura

### Musei e centri culturali
Dai primi anni del XXI secolo Albino ha un nuovo e ampio auditorium che può ospitare fino a 300 persone; all'interno si svolgono serate di svago, intrattenimento, spettacoli pubblici, mostre e serate per organizzazioni no-profit.
Nelle frazioni sono presenti due musei etnografici: il primo, denominato Museo etnografico della Torre, è situato nella Villa Regina Pacis presso Comenduno, mentre il secondo, con il nome di Museo etnografico Valle del Lujo, si trova a Casale. Entrambi si prefiggono l'obiettivo di ricordare gli stili di vita e di lavoro presenti nella cultura rurale del paese.

### Musica
I Verdena sono un gruppo musicale rock italiano formatosi ad Albino nel 1995 a opera dei fratelli Alberto Ferrari (6 ottobre 1978) (voce, chitarra) e Luca Ferrari (28 agosto 1981) (batteria). Anche Riccardo Zanotti, frontman e autore dei Pinguini Tattici Nucleari, è albinese di nascita.

## Infrastrutture e trasporti

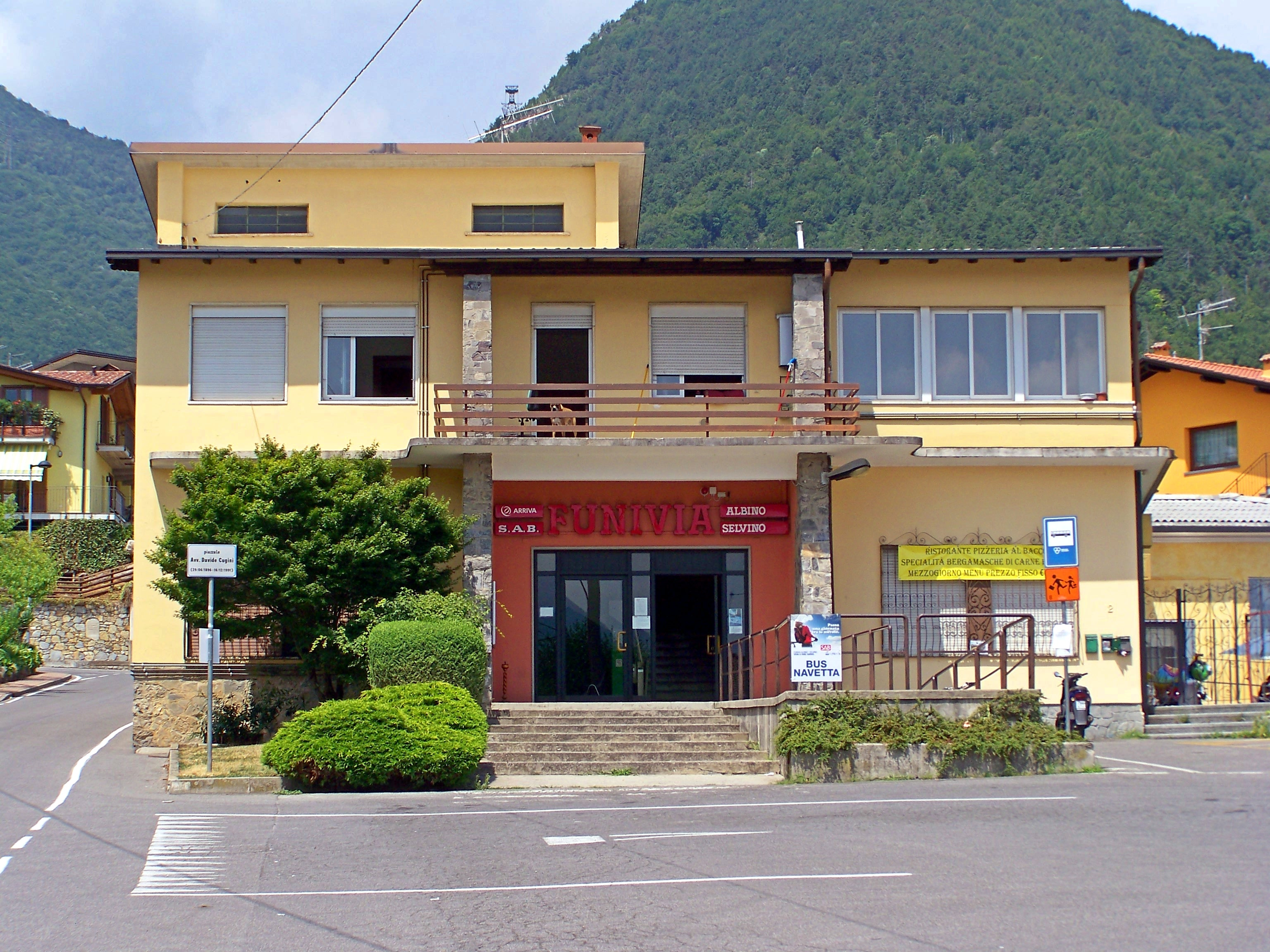
La stazione della funivia Albino-Selvino

### Strade
Il paese è attraversato dalla strada provinciale 35, che per molto tempo è stata la principale arteria della valle. Dopo lunghi periodi di criticità dovuta al grande afflusso di veicoli, la situazione migliorò nei primi anni del XXI secolo con l'apertura della Strada statale 671 della Val Seriana che, situata su viadotto nella zona lungo il fiume Serio, fu inaugurata il 1º giugno 2007 permettendo di ridurre il traffico nel centro abitato dei paesi della medio-bassa valle.

### Ferrovie e tranvie
Già storicamente servita dalla tranvia Bergamo-Albino, che operò fra il 1912 e il 1953 e dalla ferrovia della Val Seriana, attiva su questa tratta fra il 1884 e il 1967, sul sedime di quest'ultima è in esercizio dal 2009 la tranvia Bergamo-Albino. Il capolinea di quest'ultima insiste sul piazzale binari della soppressa stazione di Albino-Desenzano.
Sempre lungo la ferrovia della Val Seriana, nel territorio comunale di Albino, ma ai confini con il comune di Cene, era presente la stazione a servizio di quel comune.

### Funivia
La funivia per Selvino, attiva dal 1958, consente il collegamento con l'omonima località di villeggiatura posta sull'altopiano.

## Amministrazione
| Periodo        | Periodo        | Primo cittadino   | Partito                                              | Carica  | Note |
| -------------- | -------------- | ----------------- | ---------------------------------------------------- | ------- | ---- |
| 25 giugno 1990 | 8 maggio 1995  | Elio Capelli      | Democrazia Cristiana                                 | Sindaco |      |
| 8 maggio 1995  | 28 giugno 2004 | Mario Cugini      | Lega Nord                                            | Sindaco |      |
| 28 giugno 2004 | 23 giugno 2009 | Piergiacomo Rizzi | Lega Nord                                            | Sindaco |      |
| 23 giugno 2009 | 10 giugno 2014 | Luca Carrara      | Liste civiche di centro-sinistra                     | Sindaco |      |
| 10 giugno 2014 | 11 giugno 2024 | Fabio Terzi       | Lista civica di centro-destra Civicamente Albino     | Sindaco |      |
| 11 giugno 2024 | in carica      | Daniele Esposito  | Lega - Noi Albino - Per la Nostra Città Forza Italia | Sindaco |      |

## Sport

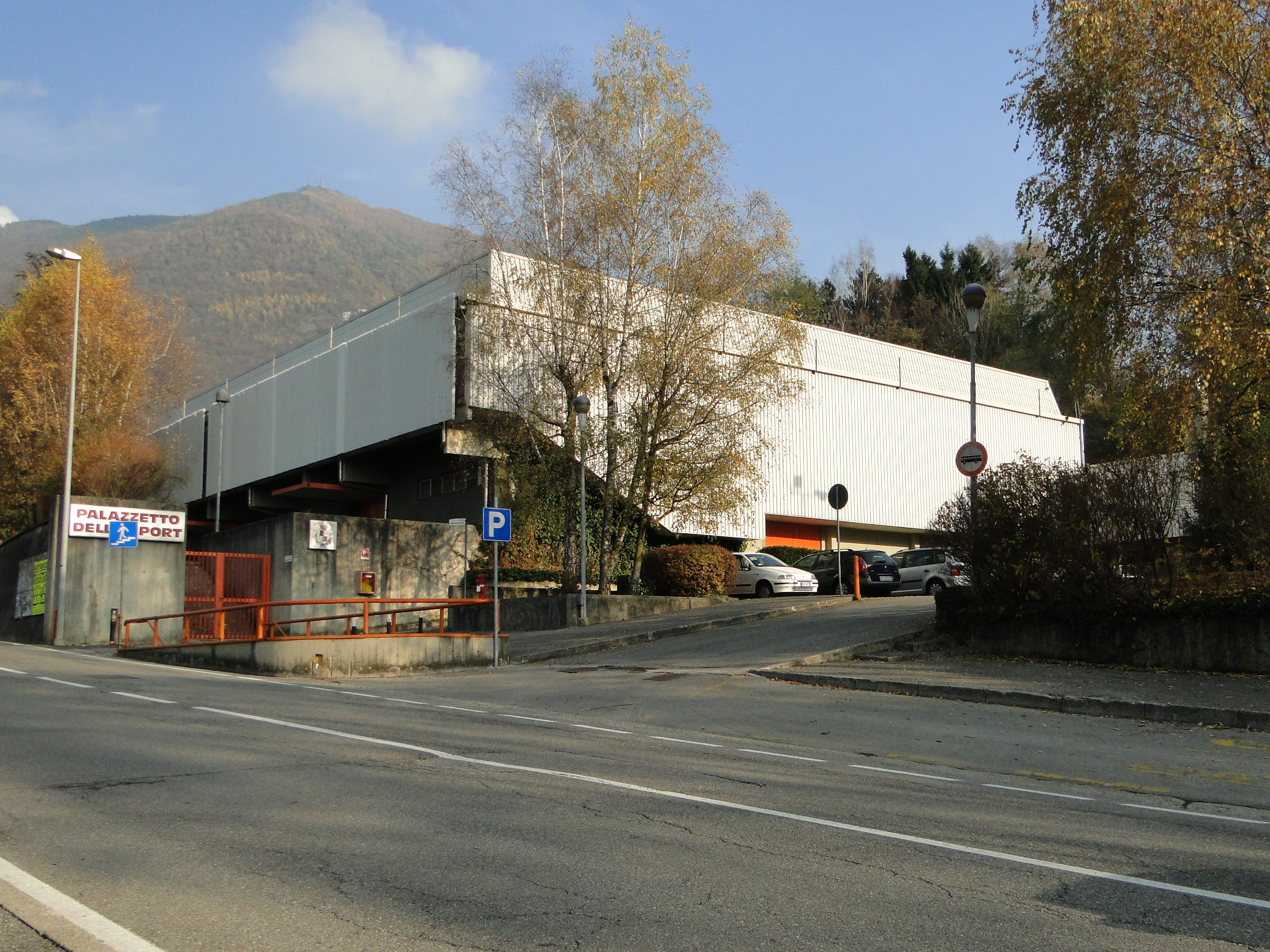
Il palazzetto dello sport

Nel paese e nelle frazioni numerosi sono i gruppi sportivi attivi in differenti discipline, su tutte il calcio, il basket, la pallavolo e il ciclismo.

### Calcio
In ambito calcistico il nome di Albino è balzato agli onori delle cronache per i risultati ottenuti dalla società AlbinoLeffe, che dalla stagione 2003-2004 alla stagione 2011-2012 ha militato in Serie B, secondo livello del calcio italiano.
Fondato nel 1998 dalla fusione tra l'allora principale squadra del paese, l'Albinese, con la Società Calcio Leffe, milita ora in Serie C.
Le origini del calcio ad Albino riconducono al periodo immediatamente successivo alla prima guerra mondiale. Era il 1919 quando alcuni appassionati di questo sport fondarono il Circolo Sportivo Falco nome derivante dall'aereo di Gabriele D'Annunzio che volò su Vienna per lanciare manifestini patriottici durante la Grande Guerra.
Il campo di gioco sorse inizialmente nell'area antistante le scuole elementari, in Piazza dei Caduti; in seguito la squadra disputò le gare casalinghe al "Centro Sportivo Comunale" in via Madonna del Pianto.
Cinque anni più tardi nacque un'altra squadra: la Fulgor, formazione oratoriale fondata da Don Cristoforo Rossi, che divenne un centro di aggregazione per i ragazzi della comunità.
Nel 1969, in seguito ad un referendum esteso a tutta la popolazione albinese, le due società sportive optarono per la fusione, che diede vita all'Albinese Calcio. Questa, che disputava gli incontri casalinghi presso lo stadio Kennedy, attiguo all'oratorio, militò a lungo nei principali livelli dilettantistici della provincia, fino a giungere negli anni ottanta e novanta nel Campionato Nazionale Dilettanti, conquistando poi la promozione in serie C2 nel 1996/97.
Nelle categorie inferiori militano formazioni dilettantistiche, tra cui la Falco Albino, la Nuova Albinese e l'Oratorio Albino.

### Basket
Nel paese importante è la tradizione anche in ambito cestistico, specialmente in campo femminile. Su tutti merita particolare menzione il Gruppo Sportivo Edelweiss che, nato nel 1963, riuscì a lungo a farsi spazio tra le categorie nazionali. Dopo numerosi anni nella categoria cadetta, arrivò a calcare le scene della serie A1 nella stagione 2000-2001, al termine della quale però rinunciò all'iscrizione al campionato successivo per motivi economici. Milita in serie B. In ambito maschile è invece presente l'Albino basket A.S.D. che milita in serie C2.